# 中华人民共和国国徽
中華人民共和國國徽是中華人民共和國主權的象徵和標誌。中間是五顆五角星照耀下的天安門，周圍是穀穗和齒輪:3716（从样式上看谷穗为双穗，即嘉禾）。天安門城樓上方的四顆小五角星以半弧狀環繞一顆大五角星。齒輪和穀穗象徵中國的工人与农民，天安門象徵中國人民的鬥爭精神，五顆星則象徵中國共產黨領導下的全國人民大團結。《中华人民共和国宪法》第一百三十七條規定：「中華人民共和國國徽，中間是五星照耀下的天安門，周圍是穀穗和齒輪。」《中華人民共和國國徽圖案說明》規定：「國徽的內容為國旗、天安門、穀穗和齒輪，齒輪中心並交結着紅綬；象徵中國人民自五四運動以來的新民主主義革命鬥爭和工人階級領導的以工農聯盟為基礎的人民民主專政的新中國的誕生。」:3716
中華人民共和國國徽由清华大学建筑系梁思成、林徽因、李宗津、莫宗江、朱倡中等人所組的設計小組集體創作。1950年6月23日中國人民政治協商會議第一屆全國委員會第二次會議提出，同年6月28日中央人民政府委員會第八次會議通過，同年9月20日《中央人民政府公佈中華人民共和國國徽的命令》公佈:3716。以後歷次憲法都确认了该版本國徽的法律地位:3716。

## 历史

### 征集
中华人民共和国国徽设计的征集可追溯到1949年6月15日的中国人民政治协商会议筹备会，随后成立的第6小组负责国家象征方案的拟定。1949年7月10日政协筹备会发布《征求国旗、国徽图案及国歌词谱启事》，同年8月20日截止后收到几十件方案。1949年8月22日召开了国旗国徽初选委员会第一次会议，与会代表对征集方案并不满意，24日第三次会议决定另请专家设计。1949年9月25日晚8时，毛泽东与周恩来于中南海丰泽园召开关于国旗、国徽、国歌的会议，并邀请了郭沫若、沈雁冰、黄炎培、陈嘉庚、张奚若、马叙伦、田汉、徐悲鸿、李立三、洪深、艾青、马寅初、梁思成、马思聪、吕骥、贺绿汀参加会议，会上选定了国旗和代国歌:4。针对未征集到满意的国徽图案的情况，毛泽东建议可等待中央人民政府成立后再行决定。1949年9月27日，政协第一届全体会议通过了国旗、国都、国歌、纪年的决议案，并决定另请专家设计国徽。

### 专家组设计
专家组共提供了三种国徽设计样式，共计7个方案：
- 中央美院张仃和钟灵在征集阶段提供的国徽应征图案，与现今政协会徽类似，由五星、地球、齿轮和麦穗组成，在1949年9月25日提交政协《国徽图案参考资料》，含五稿修正图[3]。在该设计中，红色五角星代表共产主义，绘有红色版图的地球如同太阳升起状，表示光明和解放，地球背后的光芒代表当时的三十一个行政区，齿轮、小麦和水稻则代表工农联盟。

《国徽图案参考资料》对此设计稿的说明如下：
甲、设计含义总说
工人阶级（经过共产党领导的），以工农联盟为基础的，人民民主专政的中华人民共和国，像一个太阳一样，在东方升起。
这一有五千年悠久历史与文化的伟大古国，在共产主义的光芒照射之下，获得了解放。
这一历史性的变革，为我们伟大祖国创设了富强康乐的先决条件；而且也给予东方所有遭受帝国主义侵略和迫害的国家人民增强了信心，指出了方向。中国的解放，是全世界（特别是东方）各殖民地半殖民地国家的光明和希望。
乙、纹样含义详解
（一）齿轮，嘉禾的结合，代表工农联盟。
（1）齿轮露出部分在上方，表现工人阶级居于领导地位。露出五个齿，代表“红五月”。青色，表示钢铁。
（2）以稻麦代表农。稻麦是我国人民主要食粮，（北方人多食麦，南方人多食稻。）根据地球的方向——上北下南，将麦穗置于上方，稻穗置于下方。
（3）嘉禾之下部，以红带束起，象征着全国人民紧密地团结，并象征着国家富强，康乐。红带上以庄严正楷的宋字，写出国家名称。
（二）衬景及五角红星，代表工人阶级的先锋队——共产党的领导，及共产主义的光芒普照全球。
（1）五角金星放置在最中心地位，整个图案看起来，是团结在共产党的周围。
（2）地球的光芒，象征东方的黎明。光芒共三十一道，代表我国三十一个行政省和自治区。（省和自治区如有增加，光芒亦随之增加）。
（三）地球上面将我国版图显露出来，表现了我国特征——地域辽阔广大。
（1）我国版图的位置，和经纬线的关系，指明了我国的地理环境。
（2）我国版图用红色，代表解放了的新中国。
（3）除我国外，在地图显露部分，尚看得出日本、朝鲜、菲律宾、印度、缅甸、泰国、越南……等国。烘托出中国革命的胜利，在东方所起的伟大作用。
- 清华大学营建系林徽因、莫宗江于1949年10月23日提交了其主持设计的国徽图案，并由邓以蛰、王逊、高庄、梁思成提供参考意见。由大孔玉璧和五星、齿轮、嘉禾、国名组成，颜色用金、玉、红三色，国名字体用金色汉八分书。整体图案组织成汉镜的样式，象征光明。红绶象征革命，红绶穿过小瑗的结象征“革命人民大团结”，其皱褶模仿南北朝造像。[5]

《拟制国徽图案说明》对此稿的说明如下：
拟制国徽图案以一个璧（或瑗）为主体：以国名、五星、齿轮、嘉禾为主要题材；以红绶穿瑗的结衬托而成图案的整体。也可以说，上部的璧及璧上的文字，中心的金星齿轮，组织略成汉镜的样式，旁用嘉禾环抱，下面以红色组绶穿瑗为结束。颜色用金、玉、红三色。

璧是我国古代最隆重的礼品。《周礼》：“以苍璧礼天”。《说文》：“瑗，大孔璧也。”这个璧是大孔的，所以也可以说是一个瑗。《荀子·大略篇》说：“召人以瑗”，瑗召全国人民，象征统一。璧或瑗都是玉制的，玉性温和，象征和平。璧上浅雕卷草花纹为地，是采用唐代卷草的样式。
国名字体用汉八分书，金色。
大小五颗金星是采用国旗上的五星，金色齿轮代表工，金色嘉禾代表农。这三种母题都是中国传统艺术里所未有的。不过汉镜中有U形的弧纹，与齿纹略似，所以作为齿轮，用在相同的地位上。汉镜中心常有四瓣的钮，本图案则作成五角的大星；汉镜上常用小粒的“乳”，小五角星也是“乳”的变形。
全部作成镜形，以象征光明。嘉禾抱着璧的两侧，缀以红绶。红色象征革命。红绶穿过小瑗的孔成一个结，象征革命人民的大团结。红绶和绶结所采用的褶皱样式是南北朝造象上所常见的风格，不是西洋系统的缎带结之类。设计人在本图案里尽量地采用了中国数千年艺术的传统，以表现我们的民族文化；同时努力将象征新民主主义中国政权的新母题配合，求其由古代传统的基础上发展出新的图案；颜色仅用金、玉、红三色；目的在求其形成一个庄严重典雅而不浮跨不艳俗的图案，以表示中国新旧文化之继续与调和，是否差强达到这目的，是要请求指示批评的。

- 中央美院张仃设计的天安门图案，张光宇、周令钊提供技术意见，曹肇基协助绘画。图案为天安门城楼斜透视，外圈为与政协会徽类似的齿轮。

首轮设计方案（斜透视方案暂缺）
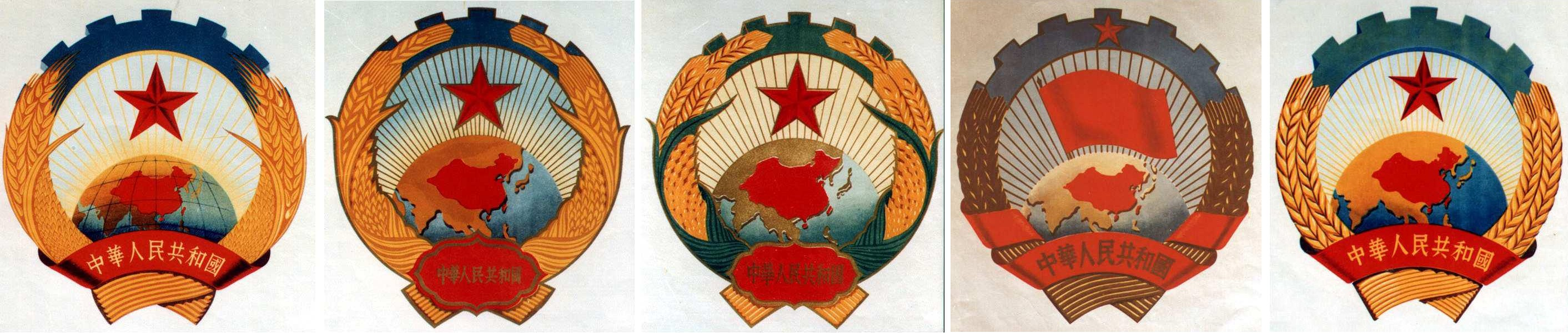
中央美院方案（复选第一号第1、2、5、4、3修正图） 1949年9月25日
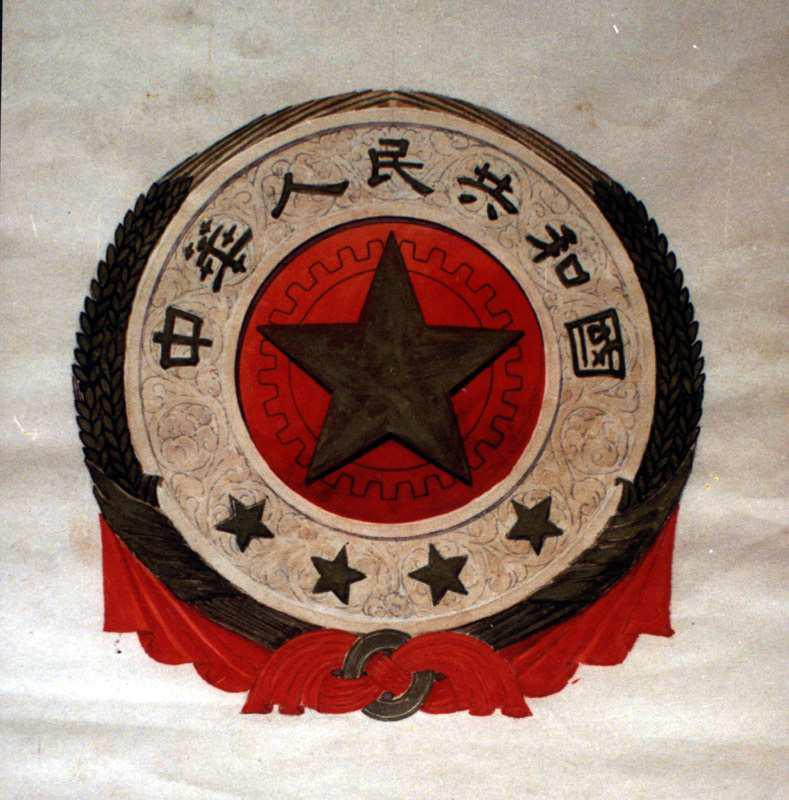
清华大学方案 1949年10月23日

1950年6月10日，第一届全国政协常委会第五次会议对这7个方案进行了讨论，决定采用天安门城楼图案。
6月11日，国徽小组会议讨论了前一天政协对国徽采用天安门图案的决定，梁思成在会上表达了反对意见，但有意见认为天安门代表五四运动和中华人民共和国开国大典，故会议原则上通过天安门图案。当日晚上，周恩来邀约梁思成，并做了说服工作，让梁于清华大学组织教师，要求国徽图案中必须有天安门。:5

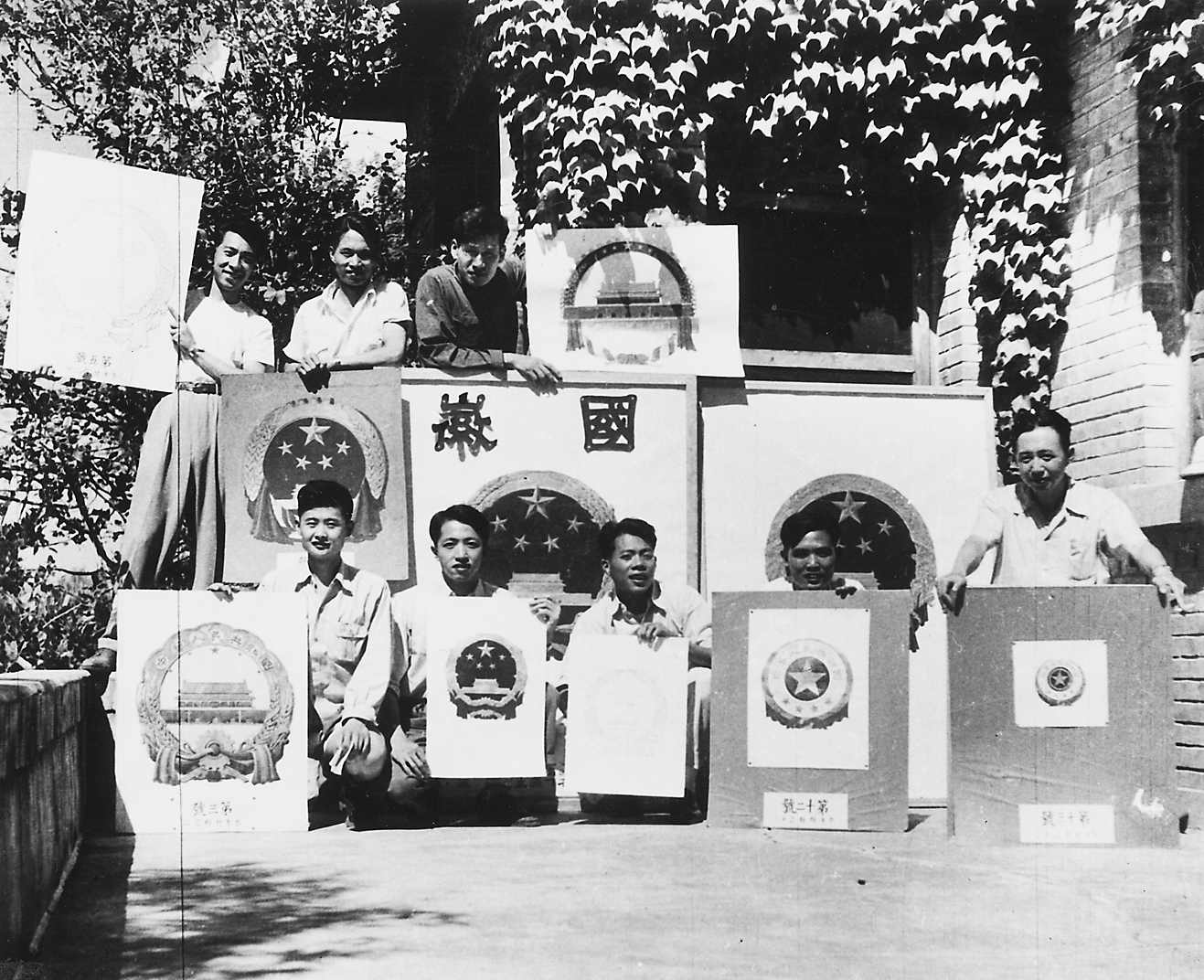
清华大学国徽设计组成员和第二稿设计方案合影

6月15日晚，全委会第二次会议国徽组第一次会议上，清华大学和中央美院提交了设计稿。中央美院提交的《国徽应征图案设计含义》对其说明如下：

一、红色齿轮、金色嘉禾、象征工农联盟。齿轮上方，置五角金星，象征工人阶级政党——中国共产党的领导。
二、齿轮嘉禾下方结以红带，像征全国人民大团结，国家富强康乐。
三、天安门——富有革命历史意义的代表性建筑物，是我五千年文化，伟大、坚强、英雄祖国的象征。
会议最终选定了清华大学方案，并建议“将梁先生设计的国徽第一式与第三式合并，用第一式的外圈，用第三式的内容，请梁先生再整理绘制。”。

第二轮设计方案 1950年6月15日
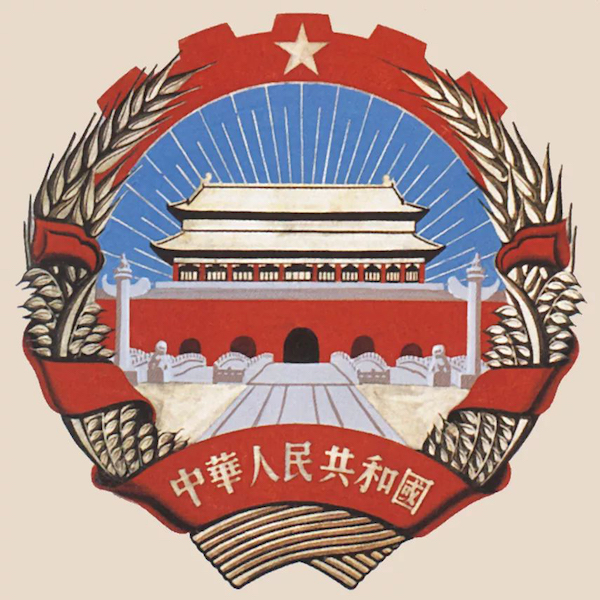
中央美院方案 （第1号） 张仃主创
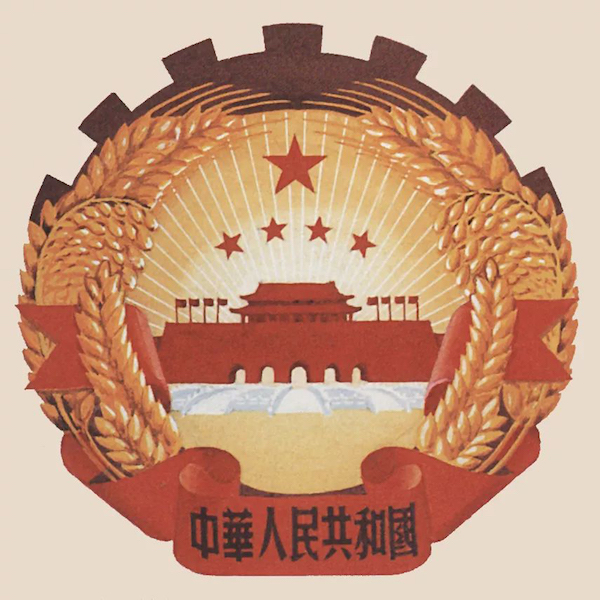
中央美院方案 （第2号）
周令钊主创[8]
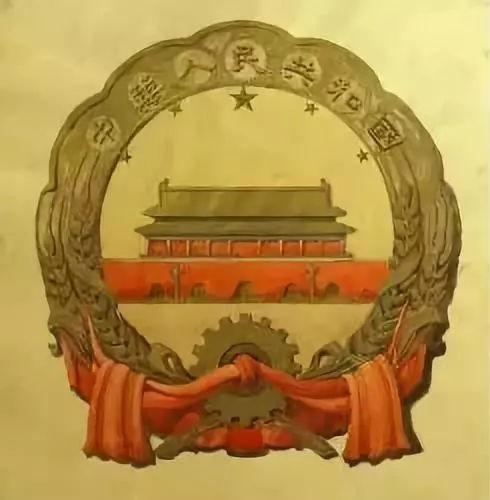
清华大学方案 （第1号）
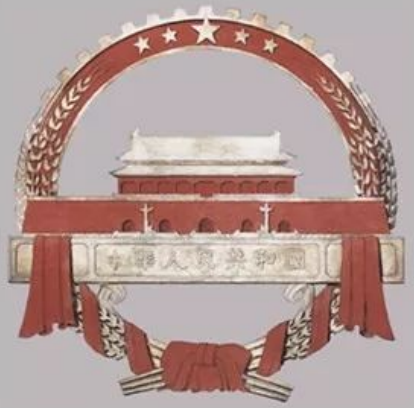
清华大学方案 （第2号）
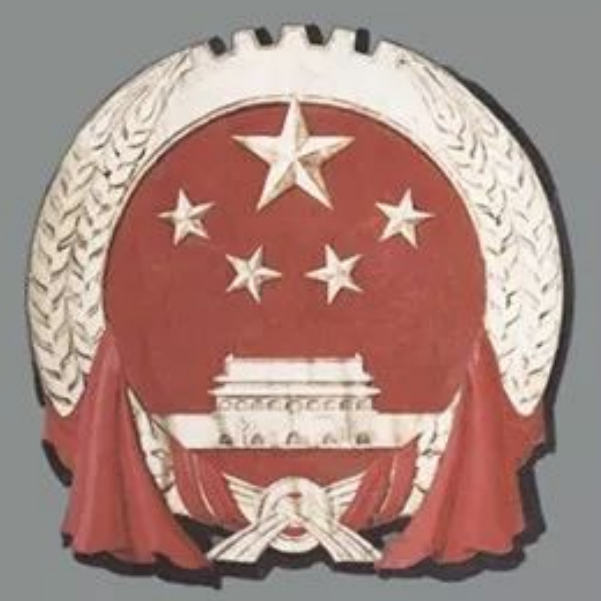
清华大学方案 （第3号）
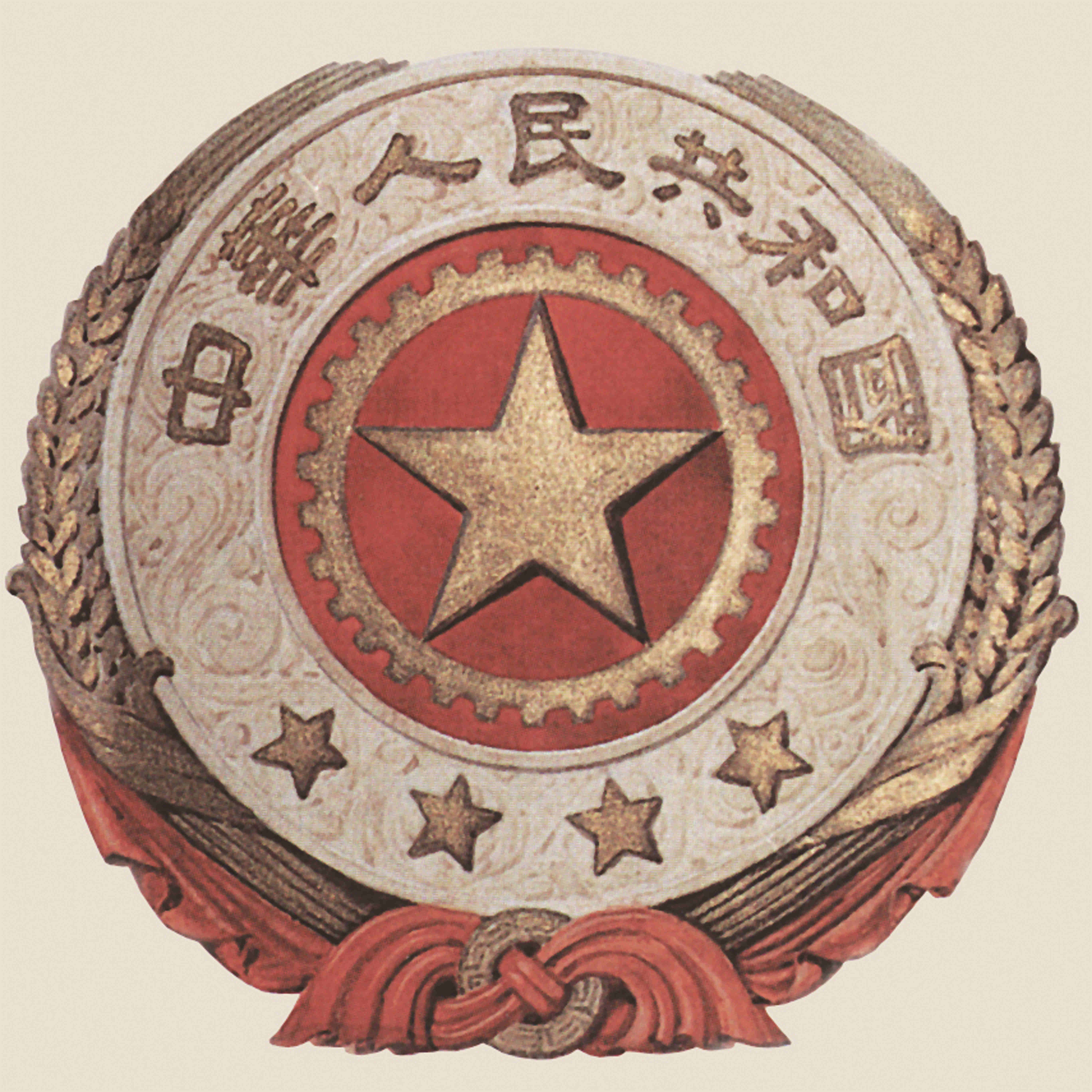
清华大学方案

### 选定

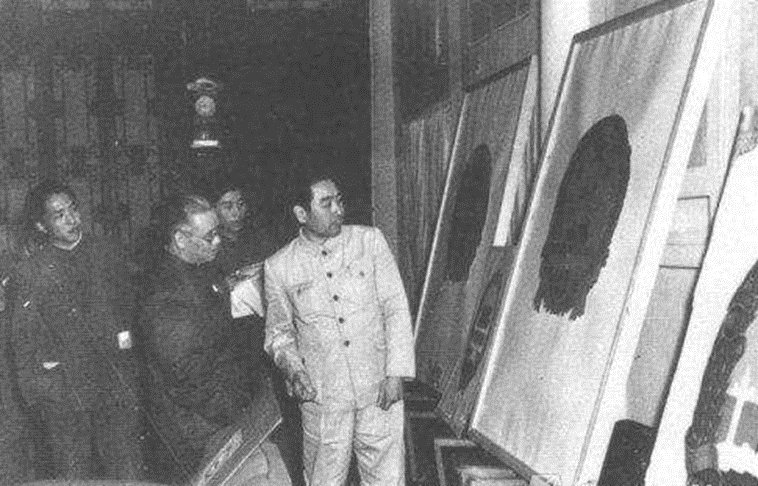
1950年6月20日，第一届全国政协代表审议国徽方案

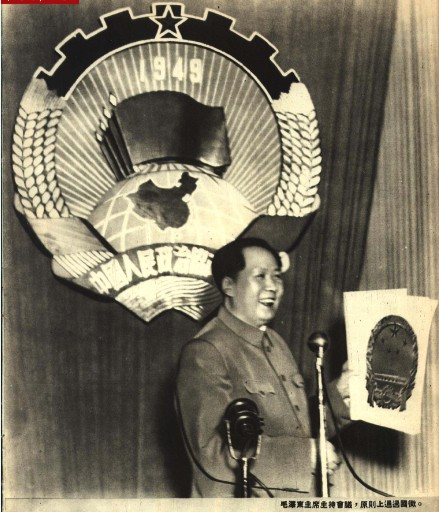
1950年6月20日，第一届全国政协第二次会议，毛泽东宣布通过中华人民共和国国徽

6月17日，梁思成、林徽因带领的清华大学营建系国徽设计小组提交了第二稿候选方案，将原方案第1号、第3号合并，金色五星、天安门作为主体图案，选择红、黄两色为国徽的基本色彩。
其《国徽设计说明书》说明如下：
图案内以国旗上的金色五星和天安门为主要内容。五星象征中国共产党的领导与全国人民的大团结；天安门象征新民主主义革命的发源地，与在此宣告诞生的新中国。以革命的红色作为天空，象征无数先烈的流血牺牲。底下正中为一个完整的齿轮，两旁饰以稻麦，象征以工人阶级为领导，工农联盟为基础的人民民主专政。以通过齿轮中心的大红丝结象征全国人民空前巩固团结在中国工人阶级的周围。就这样，以五种简单实物的形象，藉红色丝结的联系，组成一个新中国的国徽。

清华大学候选方案
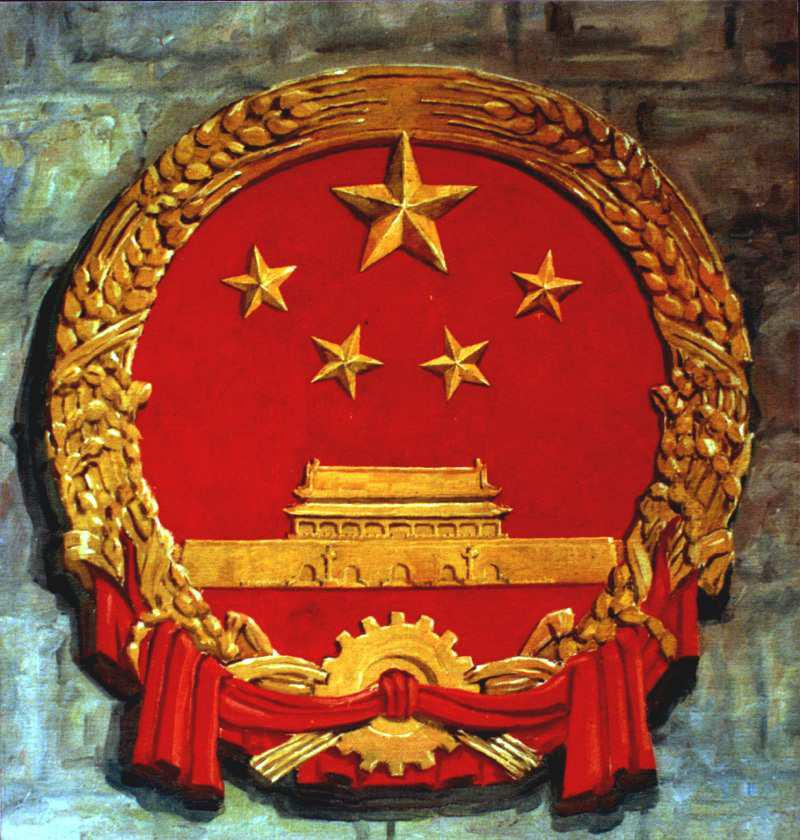
清华大学方案 1950年6月17日
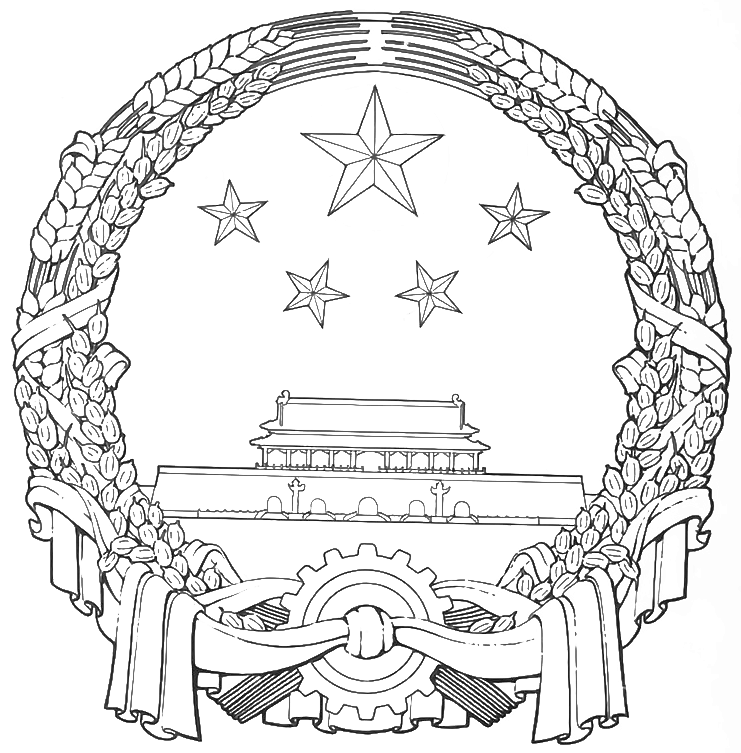
清华大学方案 审议稿墨线图 1950年6月20日
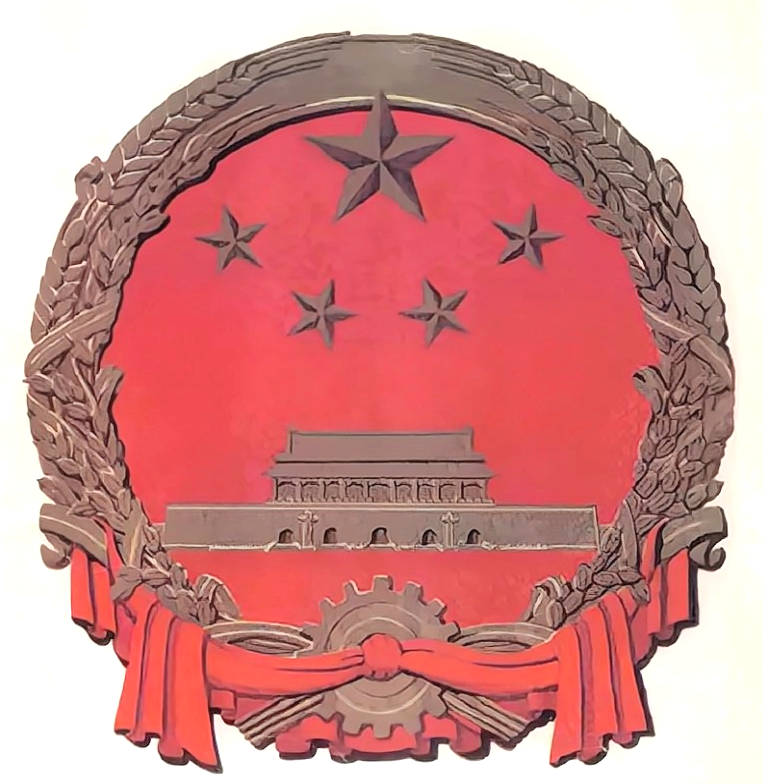
清华大学方案 审议稿 1950年6月20日

1950年6月20日，第一届全国政协国徽审議会议对两设计组提供的候选方案进行审议，多数代表赞同清华大学小组的设计，并决定以该方案为基础制成国徽。清华大学设计组后将此方案放大，提交第一届全国政协第二次会议审议。
1950年6月23日，第一届全国政协第二次会议通过决议，同意国徽审查组报送的清华大学设计组国徽方案。
1950年6月28日，中央人民政府委员会第八次会议在北京中南海勤政殿召开，会议在讨论和通过了第一届全国政协第二次会议建议的中华人民共和国国徽图案。

### 定型及公布

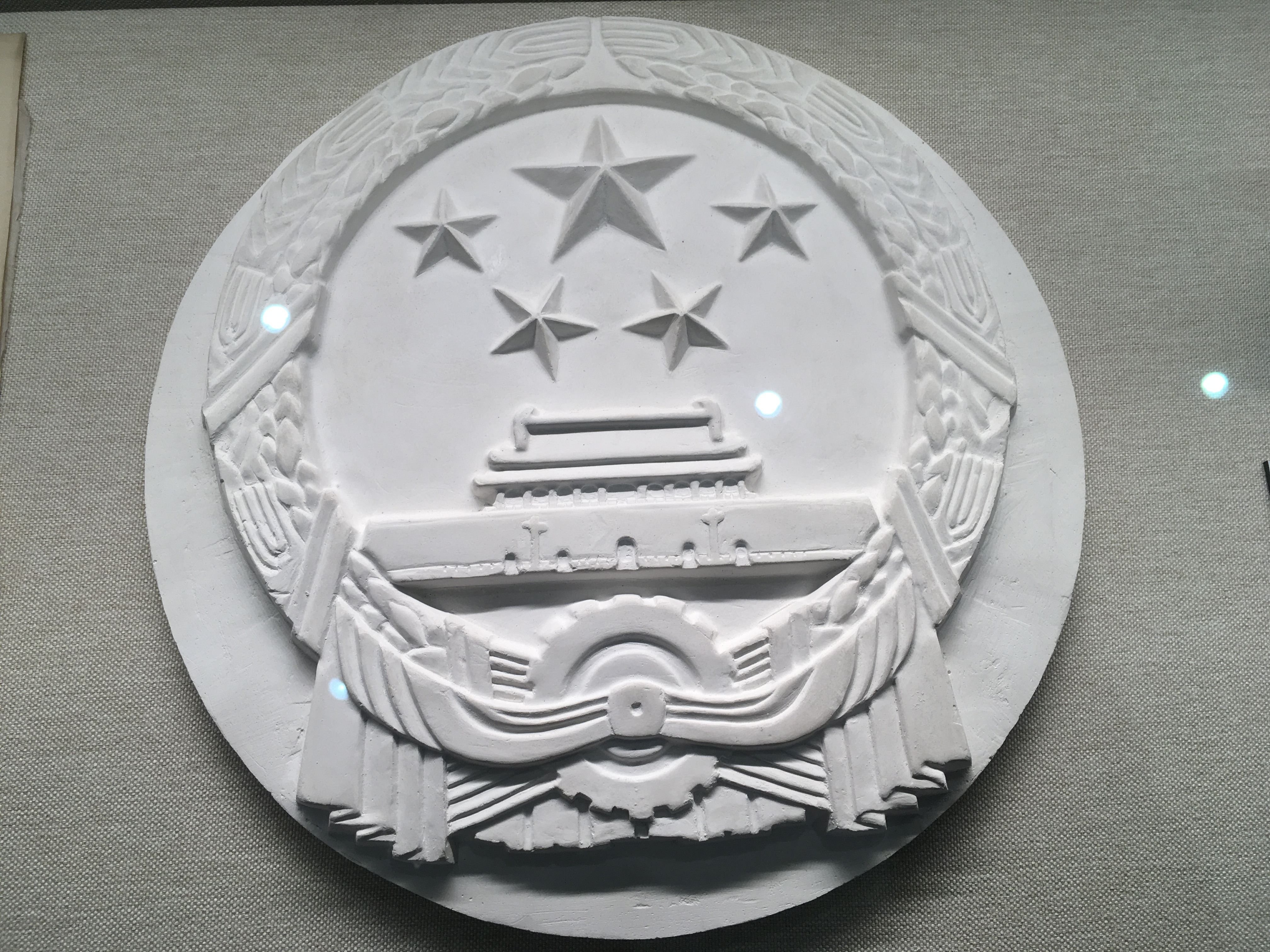
高庄设计的石膏模型，藏于清华大学档案馆

国徽图案通过后，由梁思成推荐，清华大学建筑系高庄规范并简化了国徽的几何设计图稿，于当年8月最终完成。1950年8月18日在政务院会议室召开的关于国徽使用、国旗悬挂、国歌奏唱办法及审查国徽图案座谈会上，高庄的修正方案被最终采用。修正后的图案在绸带、稻粒和形状上有所变更。会后高庄和徐沛真对国徽进行定型，绘制了墨线图和剖面图上报中央政府。

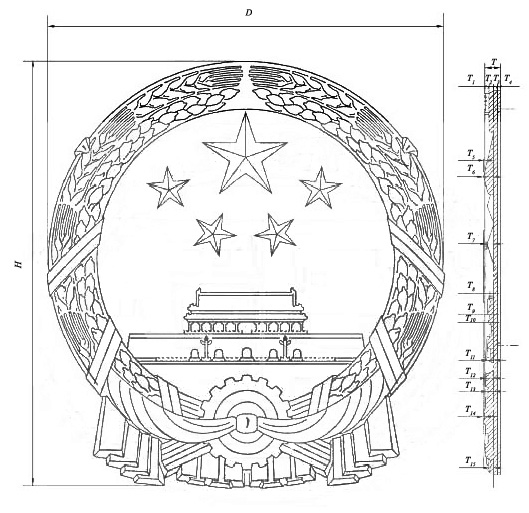
尺寸坐标图
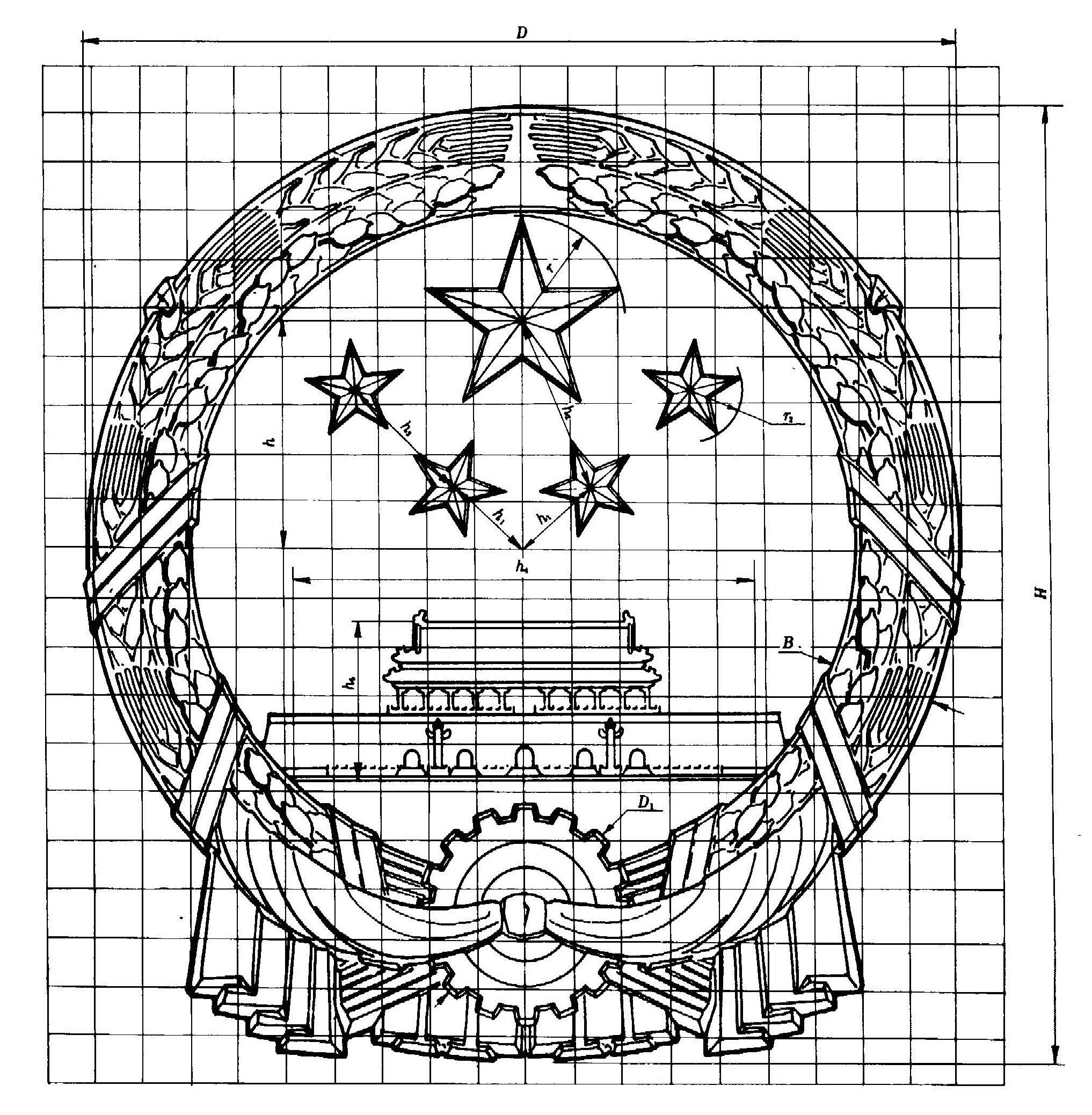
方格墨线图
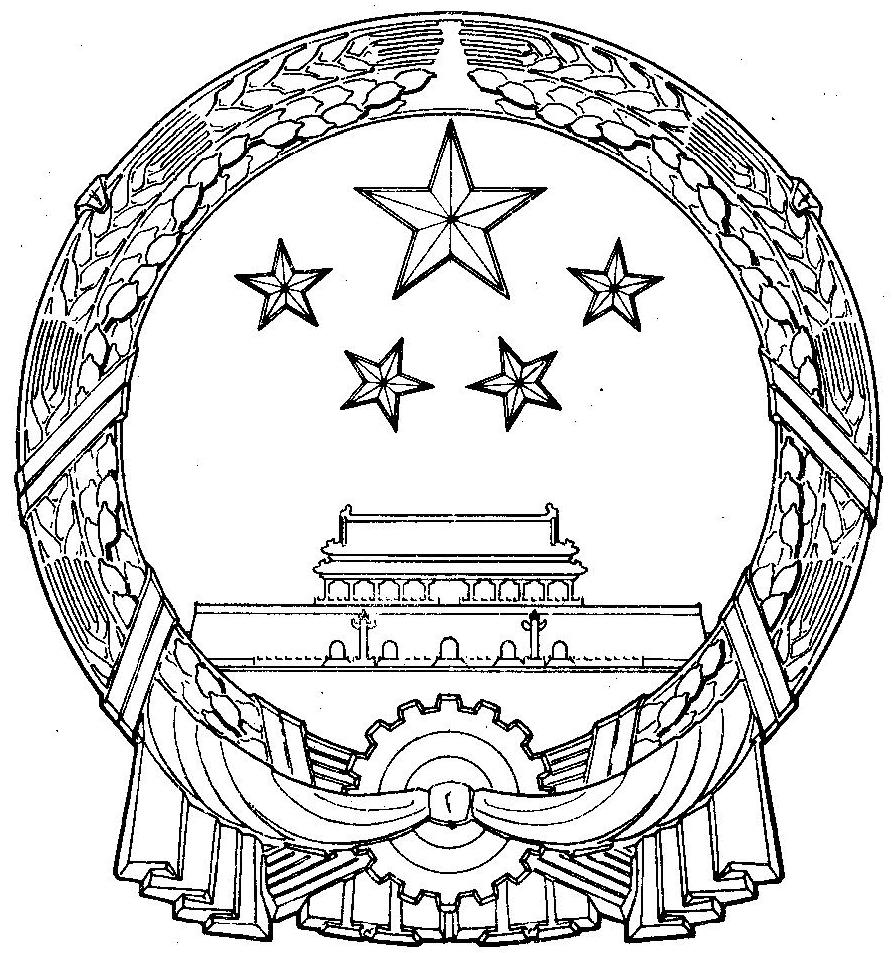
墨线图
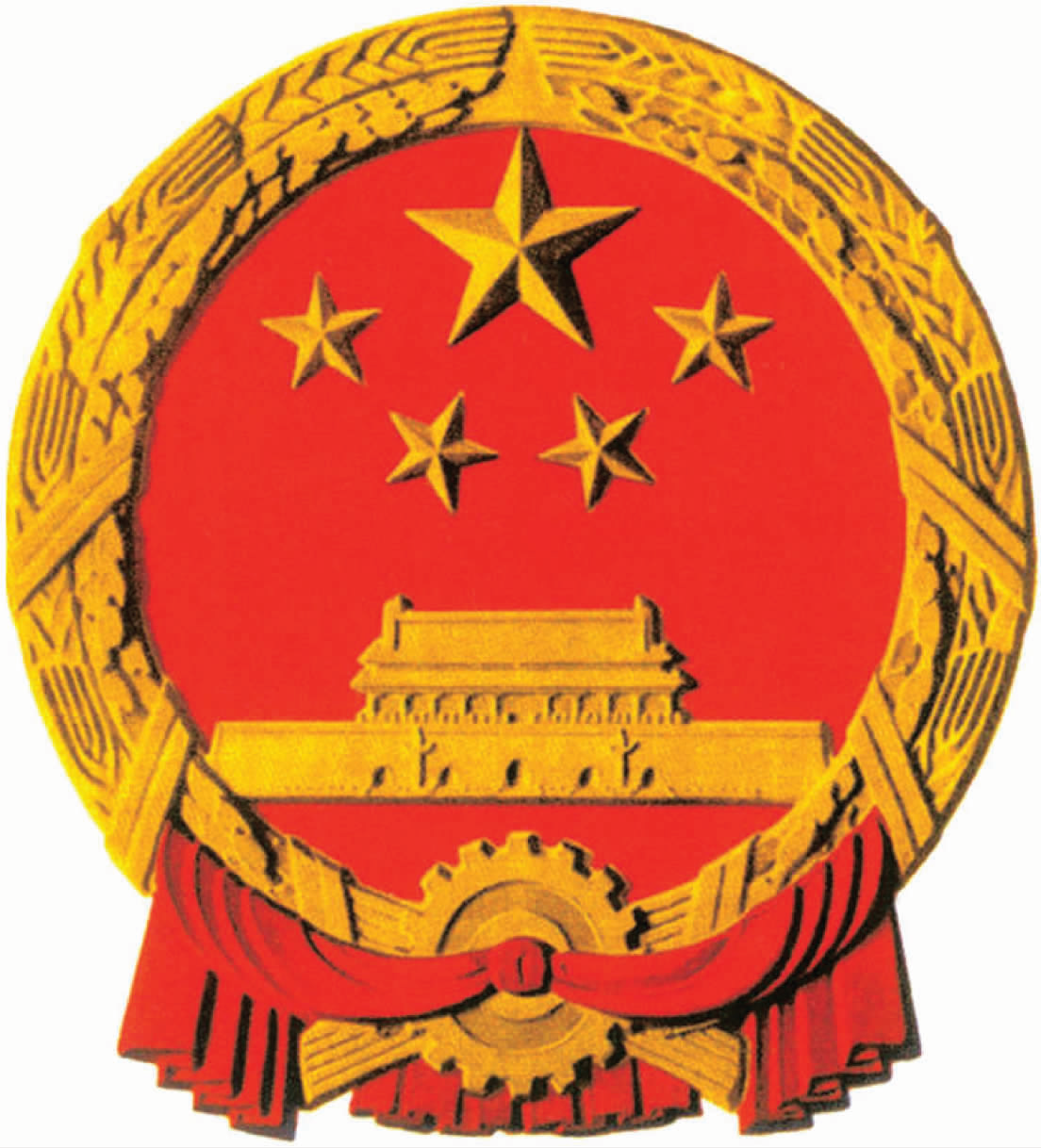
政府命令公布的国徽图案

1950年9月20日，中央人民政府主席毛泽东发布中央人民政府命令，将这一设计定为国徽：
中国人民政治协商会议第一届全国委员会第二次会议所提出的中华人民共和国国徽图案及对该图案的说明，业经中央人民政府委员会第八次会议通过，特公布之。

## 使用
1991年3月2日，第七届全国人民代表大会常务委员会第十八次會議通過了《中华人民共和国国徽法》，以法律的形式进一步規範了國徽的使用。該部法律已經於1991年3月2日中華人民共和國主席令第41號公布，并于1991年10月1日起施行。
《GB 15093-2008 国徽》规定了国徽的样式、材质及色彩。

### 使用场合

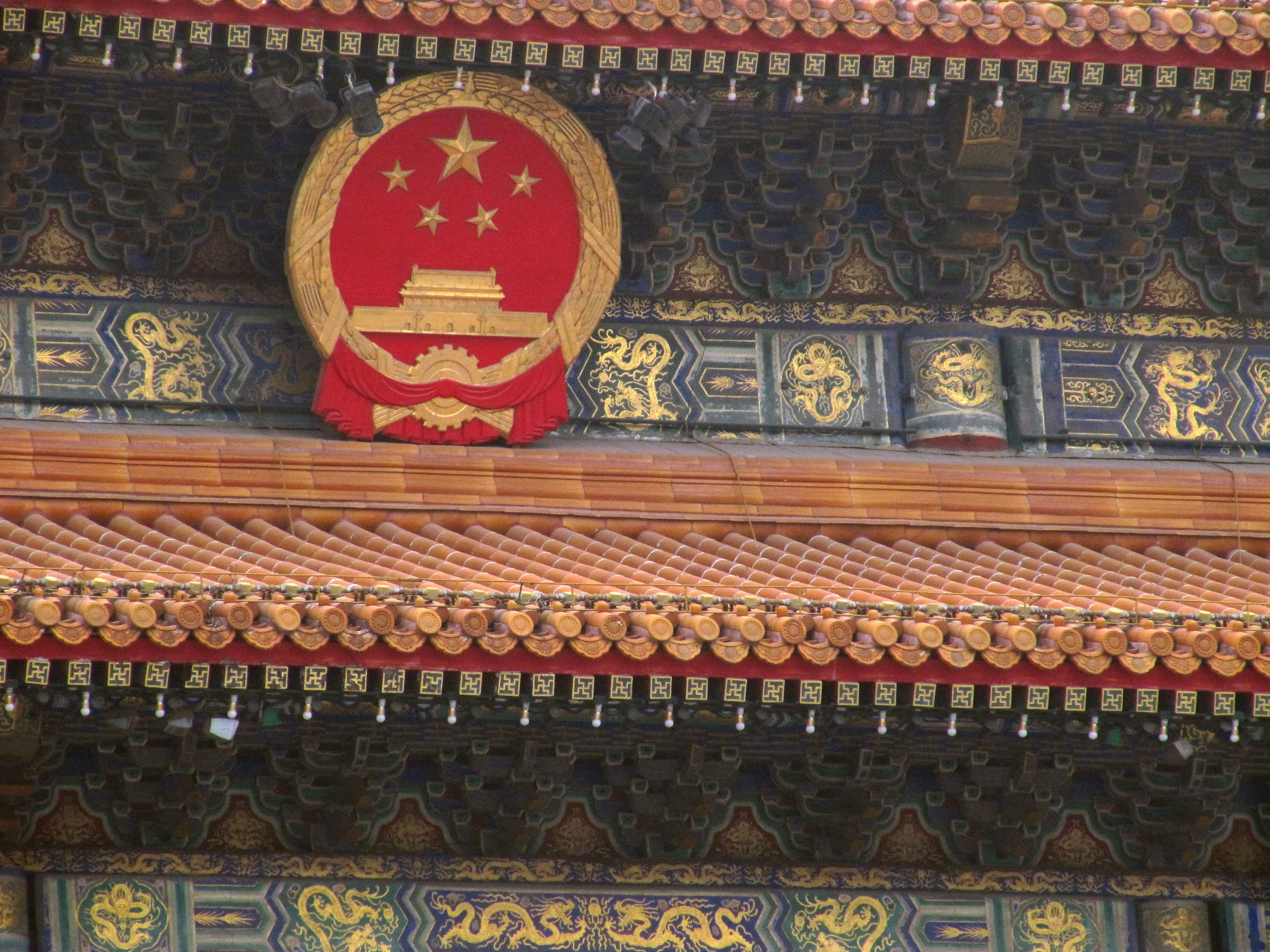
悬挂在天安门城楼上的国徽

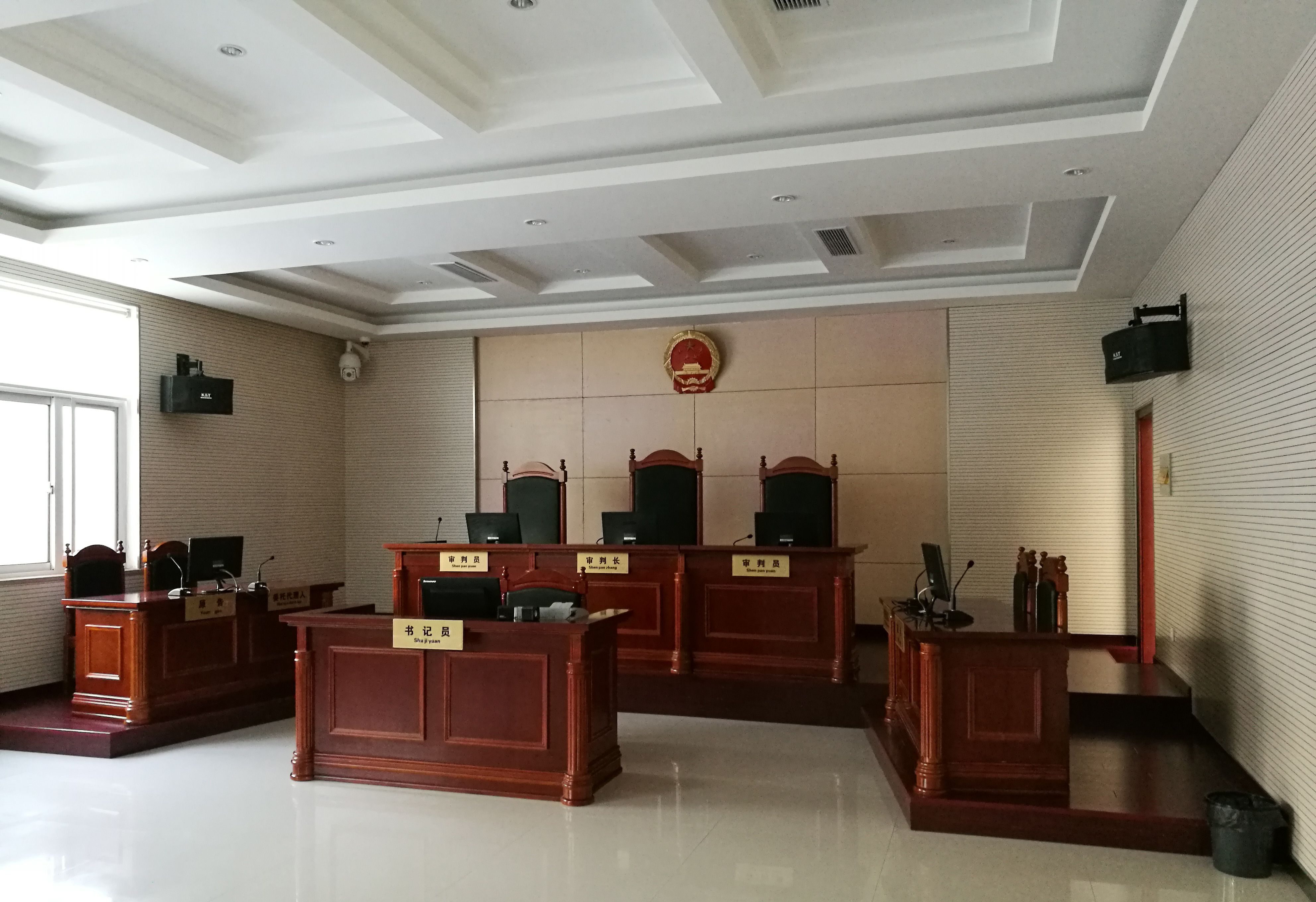
各级人民法院审判庭内悬挂有国徽

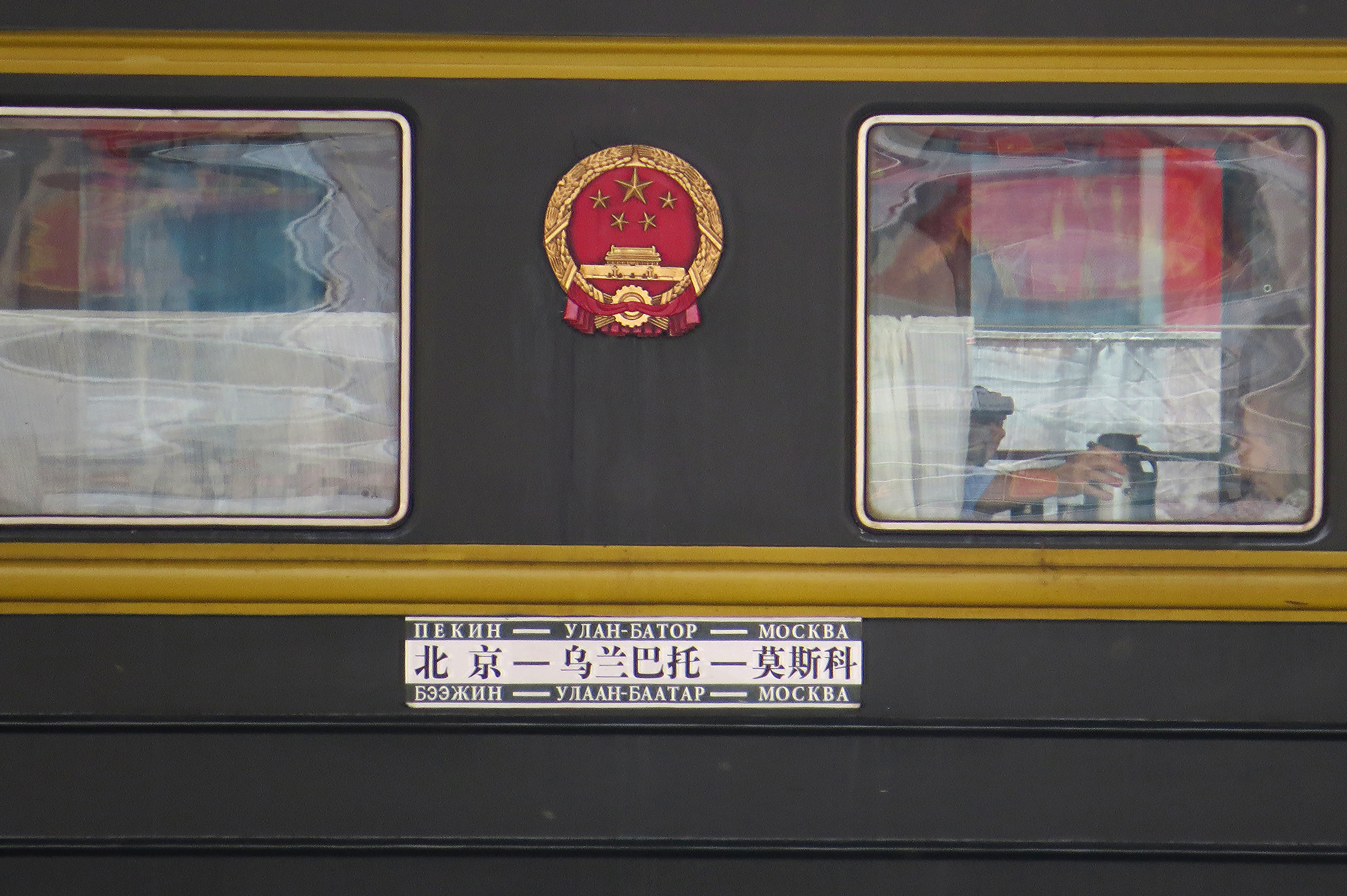
中国国家铁路集团担当的国际列车旅客列车车厢中部悬挂有国徽

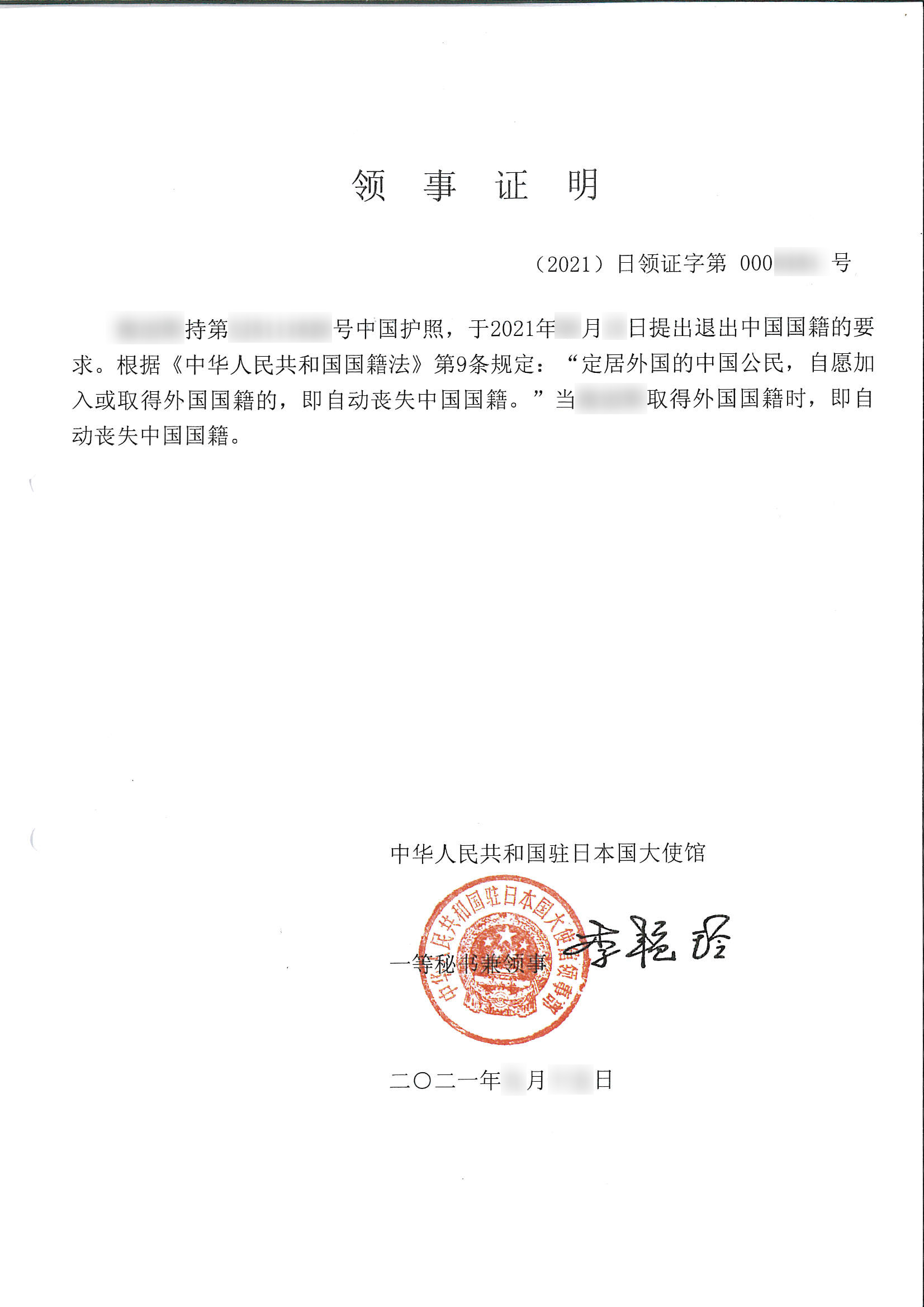
外交部辖下各驻外机构的公章刻有国徽图案

《中华人民共和国国徽法》對國徽的悬挂場合做出了詳細的規定。根据法律规定，國徽應當懸掛在機關正門上方正中處。国徽印鉴由国务院办公厅秘书一局管理。懸掛的國徽由國家指定的企業統一製作。
其中，應當懸掛國徽的機構包括：
- 各級人民代表大會常務委員會
- 各級人民政府
- 中央军事委员会
- 各级监察委员会
- 各級人民法院和專門人民法院
- 各級人民检察院和專門人民檢察院
- 外交部
- 國家駐外使館、領館和其他外交代表機構

應當懸掛國徽的場所包括：
- 北京天安门城楼、人民大会堂
- 縣級以上各級人民代表大會及其常務委員會會議廳，乡、民族乡、镇的人民代表大会会场
- 各級人民法院和專門人民法院的審判庭
- 宪法宣誓场所
- 出境入境口岸的適當場所
- 中國国际列车旅客列车的車體中部（包括北京~莫斯科，經烏蘭巴托、北京~烏蘭巴托、北京~平壤等由國鐵集團營運的國際聯運車次，但不包括昆万动车组列车）

應當刻有國徽圖案印章的機構包括：
- 全国人民代表大会常务委员会，国务院，中央军事委员会，国家监察委员会，最高人民法院，最高人民检察院
- 全國人民代表大會各專門委員會和全国人民代表大会常务委员会办公厅、工作委員會，國務院各部、各委員會、各直屬機構、國務院辦公廳以及國務院規定應當使用刻有國徽圖案印章的辦事機構，中央軍事委員會辦公廳以及中央軍事委員會規定應當使用刻有國徽圖案印章的其他機構
- 縣級以上地方各級人民代表大會常務委員會、人民政府、监察委员会、人民法院、人民檢察院，專門人民法院，專門人民檢察院
- 國家駐外使館、領館和其他外交代表機構

以上所列明的机构，应当在其官方网站首页显著位置使用国徽图案，标准版本在中国人大网和中国政府网上发布。
應當印有國徽圖案的文書、出版物等包括：
- 全國人民代表大會常務委員會、中華人民共和國主席和國務院頒發的榮譽證書、任命書、外交文書
- 中華人民共和國主席、副主席、全國人民代表大會常務委員會委員長、國務院總理、副總理、国务委员、中央軍事委員會主席、副主席、国家监察委员会主任、最高人民法院院長和最高人民檢察院檢察長以職務名義對外使用的信封、信箋、請柬等
- 全國人民代表大會常務委員會公報、國務院公報、最高人民法院公報和最高人民檢察院公報的封面
- 國家出版的法律、法規正式版本的封面

标示国界线的界桩、界碑和标示领海基点方位的标志碑以及其他用于显示国家主权的标志物可以使用国徽图案。
中国人民银行发行的法定货币可以使用国徽图案。
可以在证件、证照使用國徽圖案的包括：
- 国家机关工作人员的工作证件、执法证件等；
- 国家机关颁发的营业执照、许可证书、批准证书、资格证书、权利证书等；
- 居民身份证，中华人民共和国护照等法定出入境证件

国家机关和武装力量的徽章可以将国徽图案作为核心图案。公民在庄重的场合可以佩戴国徽徽章，表达爱国情感。

### 在香港、澳門的使用
香港：

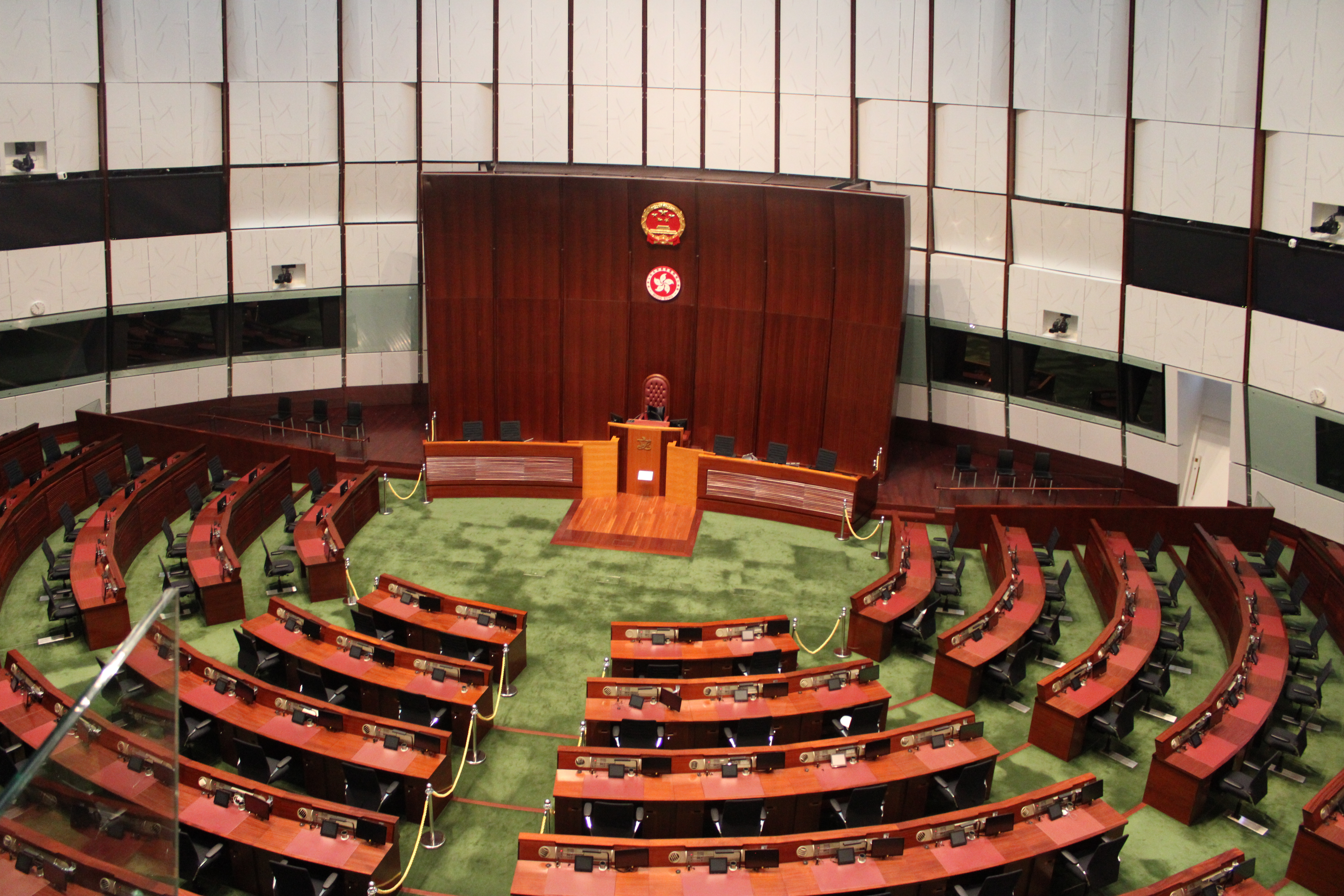
香港立法会综合大楼会议厅内悬挂有国徽和区徽

- 1997年7月1日，香港回歸後，全國人大常委會把《国徽法》纳入《香港特别行政区基本法》的“附件三”中(“附件三”屬於基本法實行的全國性法律）。臨時立法会於同日制定了《国旗及国徽条例》，为《国徽法》在香港的本地立法。2020年10月17日，全国人大常委会通过修订后的《国徽法》后，香港特區政府表示會對《國旗及國徽條例》作出適當修訂，以實施適用於香港特區的規定，履行憲制責任[14]。2021年9月29日，香港立法会三读通过《2021年国旗及国徽（修订）条例草案》[15]。根據新的條例規定，其中要求香港特区行政长官、立法会和区议会等官方宣誓仪式必须展示国旗和国徽，特区政府等官方网站也必须使用国徽图案。隨後，香港多個政府部門官網均在首頁上增加國徽图案[16]。2021年12月17日，香港立法會綜合大樓的會議廳摘除香港特區區徽，改掛國徽，直到2022年1月7日起，會議廳開始同時懸掛國徽及區徽[17]。

 澳門：
- 自《澳门特别行政区基本法》於1993年3月31日制定時，《国徽法》已經在其附件三中(“附件三”屬於基本法實行的全國性法律）。澳門回歸後，澳门特别行政区立法会於1999年12月20日通過《第5/1999号法律》，为《国徽法》在澳门的本地立法。2020年10月23日，澳门特区政府行政法务司司长张永春在行政会新闻发布会上回应记者问题时表示，特区政府将启动修改国旗、国徽本地法律的工作[18]。2021年7月27日，澳门特别行政区《修改第5/2019号行政法规〈关于使用国旗、国徽、区旗、区徽及奏唱国歌的具体规定〉》行政法规与《修改第5/1999号法律〈国旗、国徽及国歌的使用及保护〉》法律同时生效[19],隨後，澳門的多個政府網站以及澳門立法會均開始懸掛國徽[20]。

此外，中央人民政府驻香港特别行政区有关机构（如駐港中聯辦、駐港國家安全公署等）、中央人民政府驻澳门特别行政区有关机构（駐澳中聯辦等），依《国徽法》規定必須懸掛國徽。

### 其他场合
外事活動和國家駐外使館、領館以及其他外交代表機構對外使用國徽圖案的辦法，由外交部規定，報國務院批准後施行。在國徽法規定的範圍以外需要懸掛國徽或者使用國徽圖案的，由全國人民代表大會常務委員會辦公廳或者國務院辦公廳會同有關主管部門規定。

中华人民共和国人民警察警徽
中国人民武装警察部队帽徽
国家综合性消防救援队伍队徽
交通运输部部徽
国家林业和草原局局徽
国家税务总局局徽
中华人民共和国元帅肩章
中华人民共和国大元帅肩章
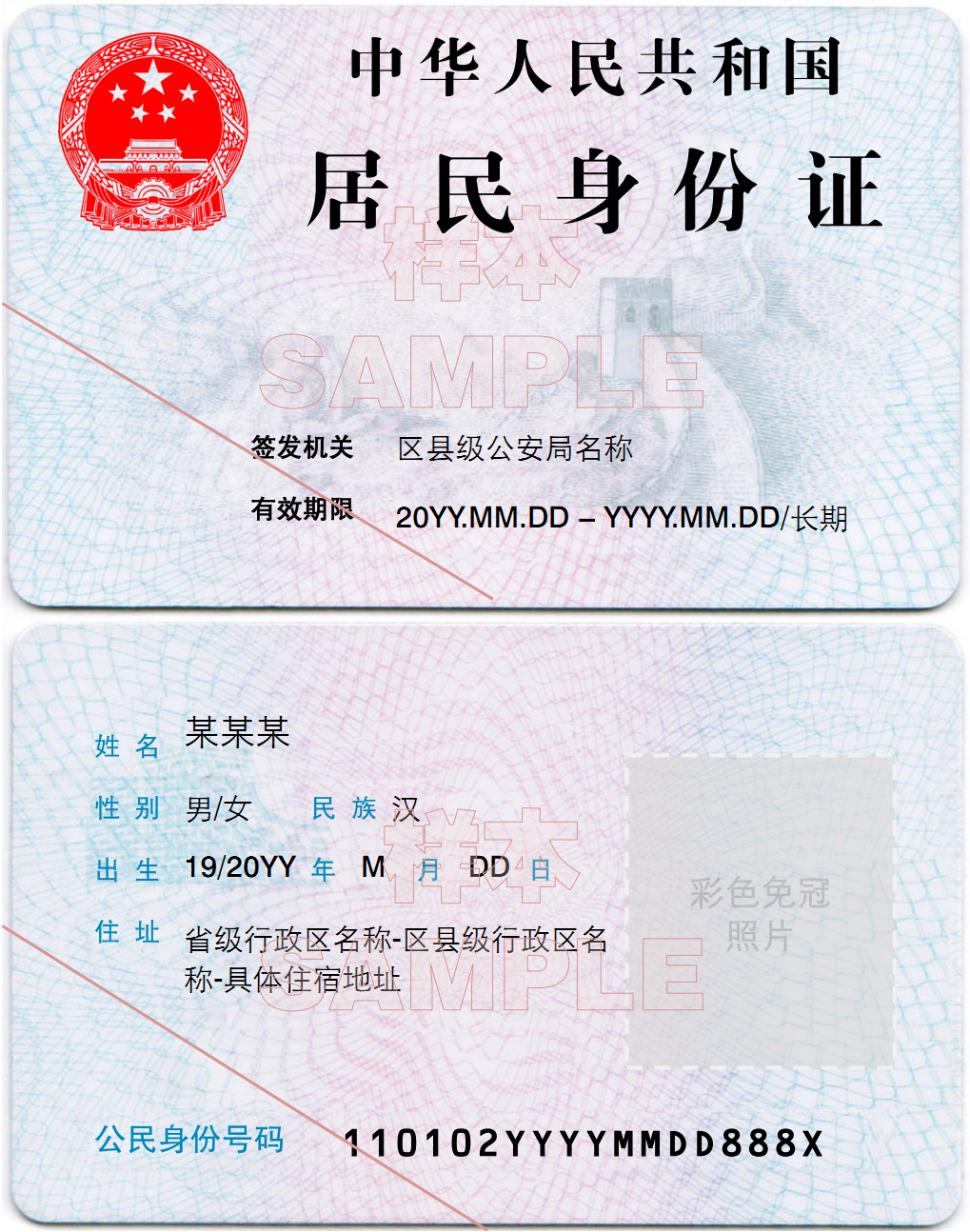
中华人民共和国居民身份证
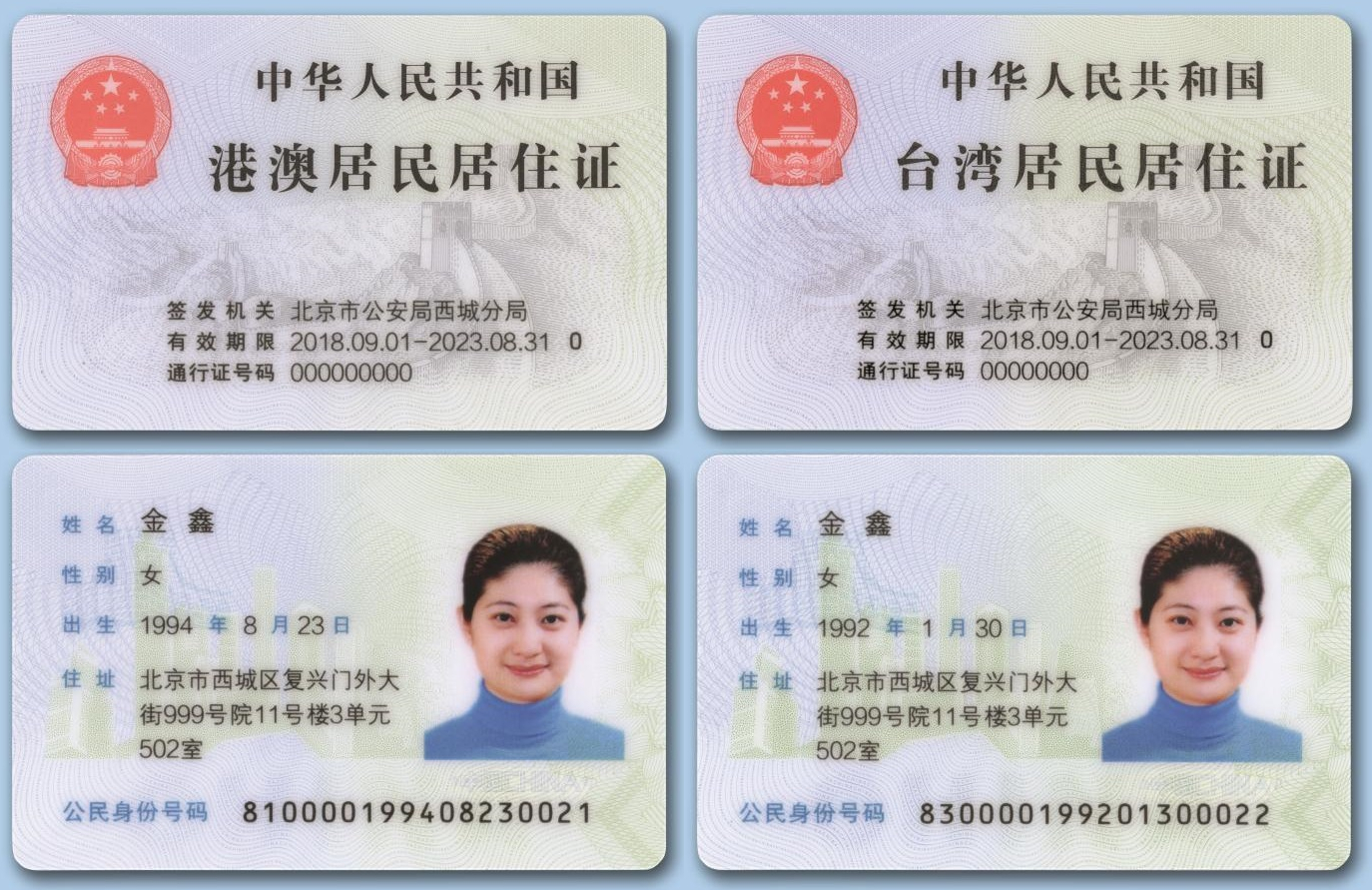
中华人民共和国港澳台居民居住证
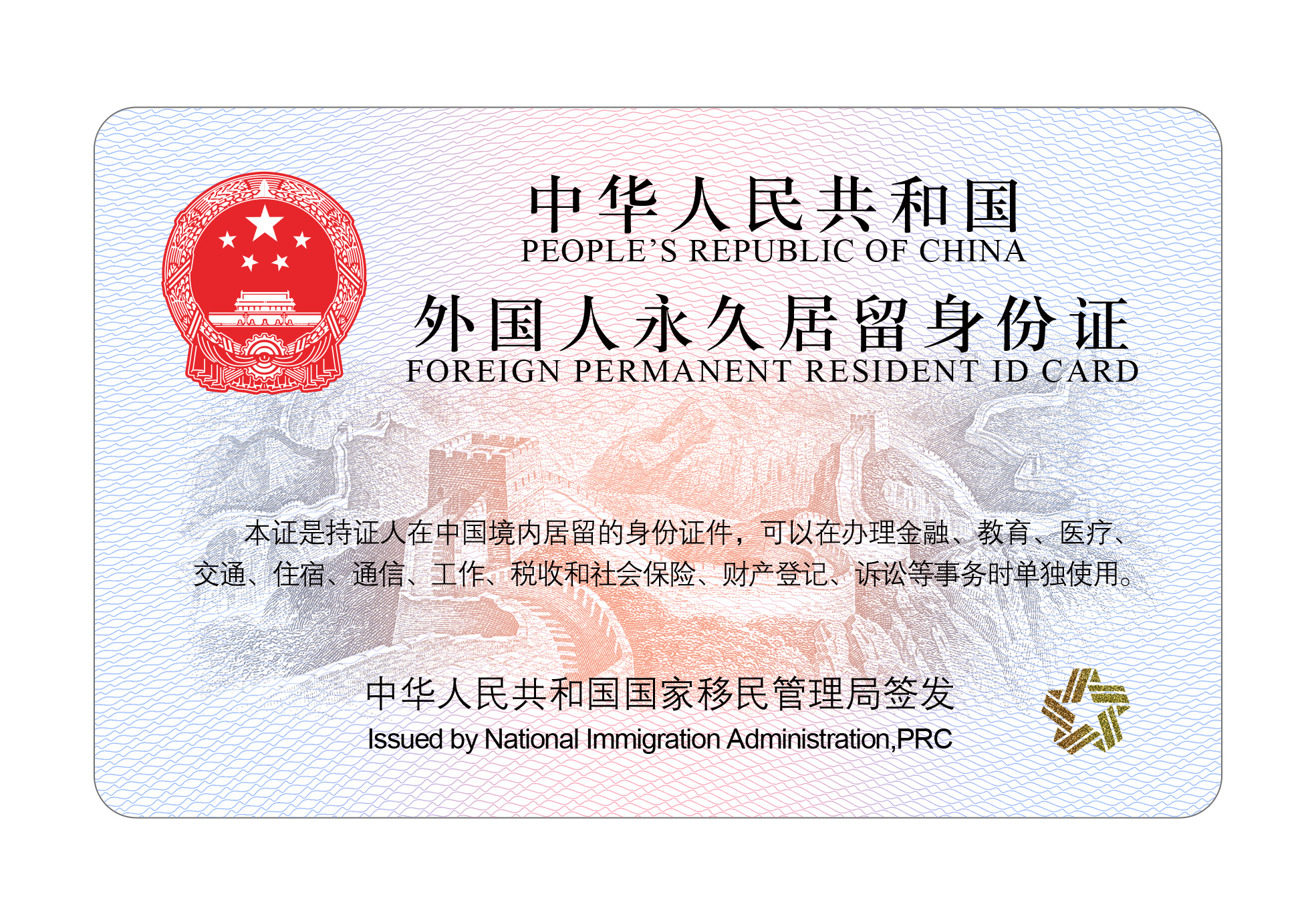
中华人民共和国外国人永久居留身份证
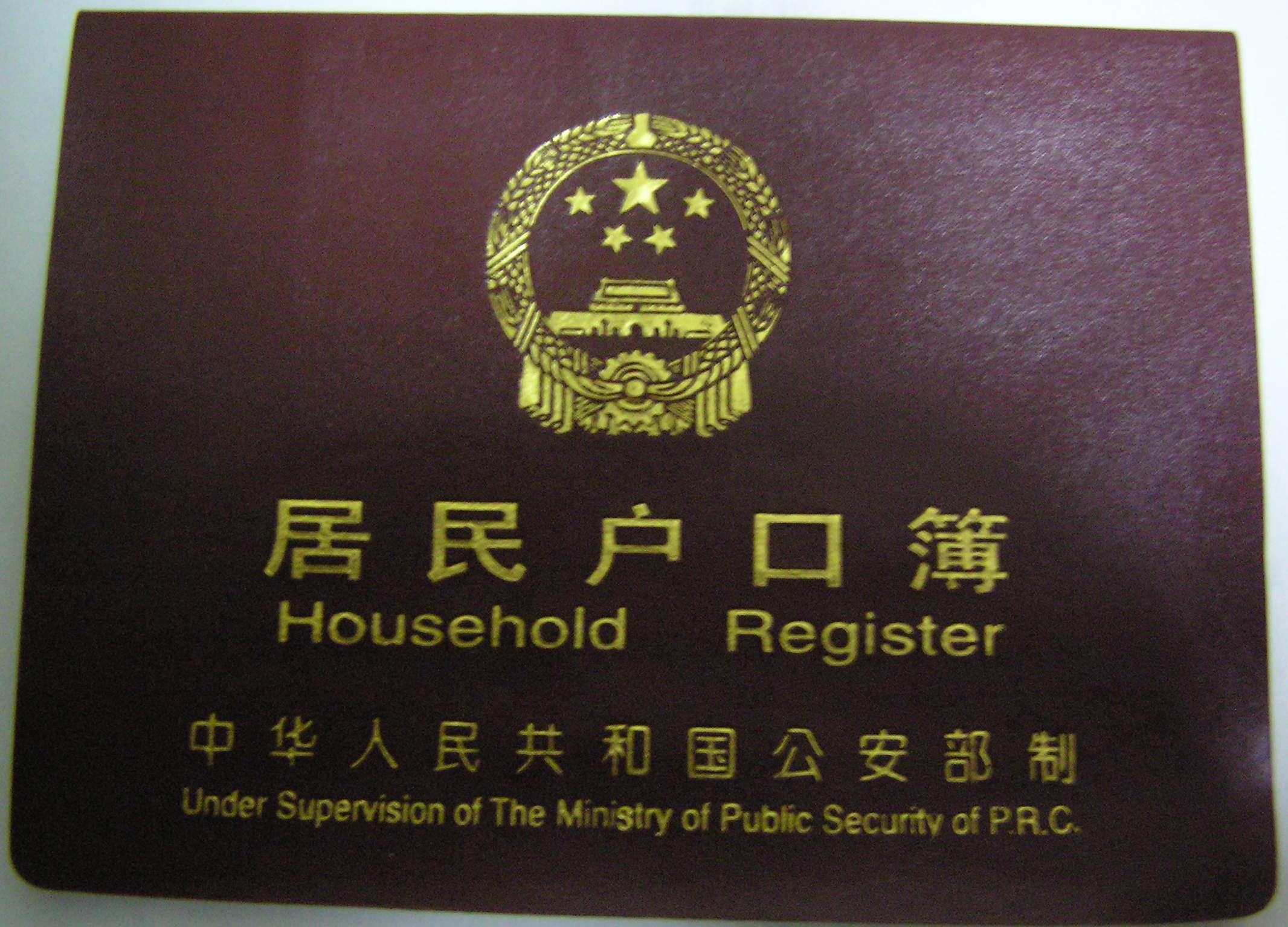
中华人民共和国居民户口簿封面
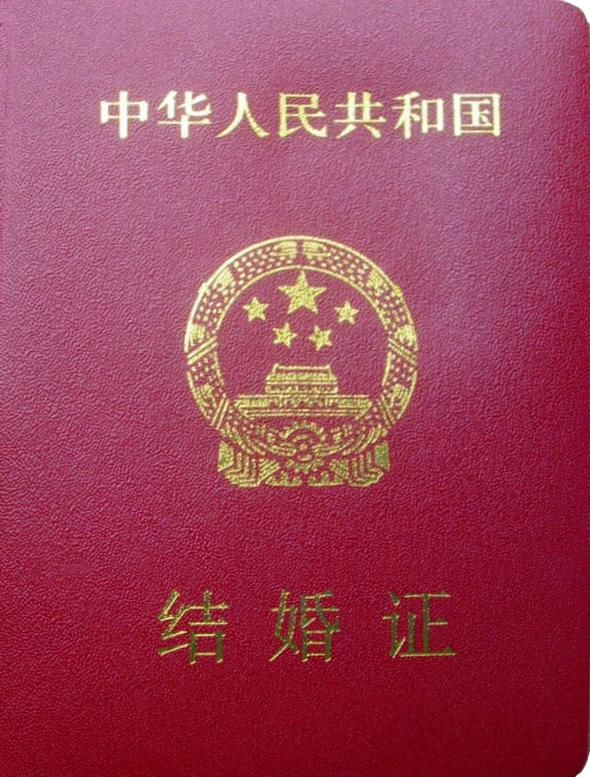
中华人民共和国结婚证封面
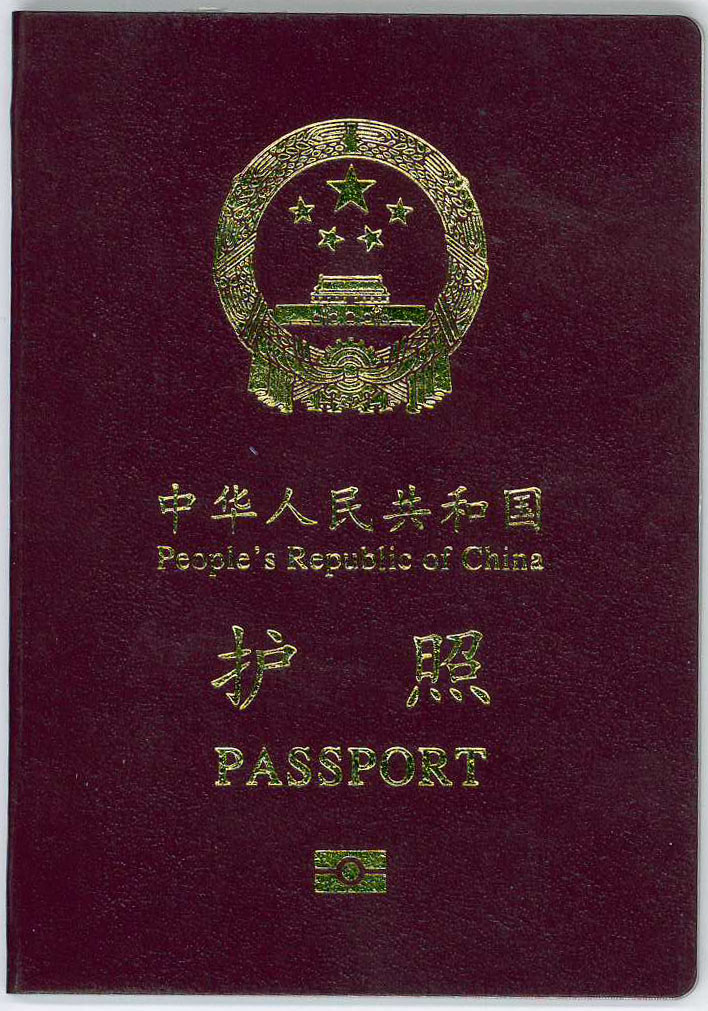
中华人民共和国护照封面
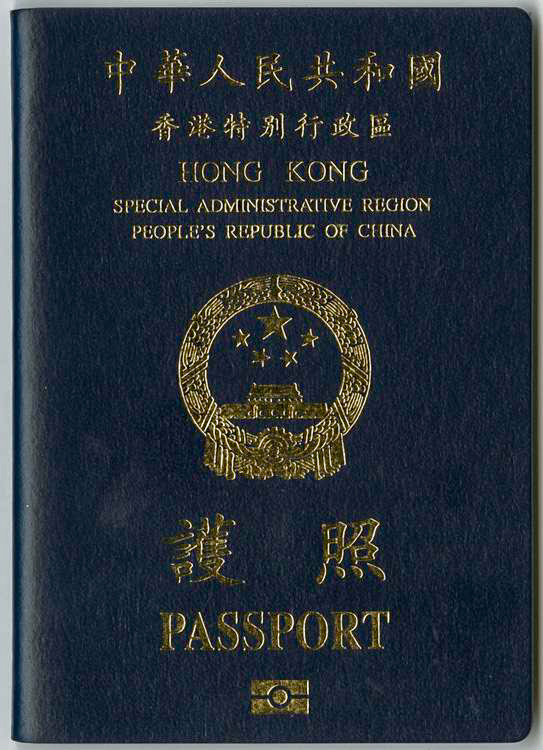
中华人民共和国香港特别行政区护照封面
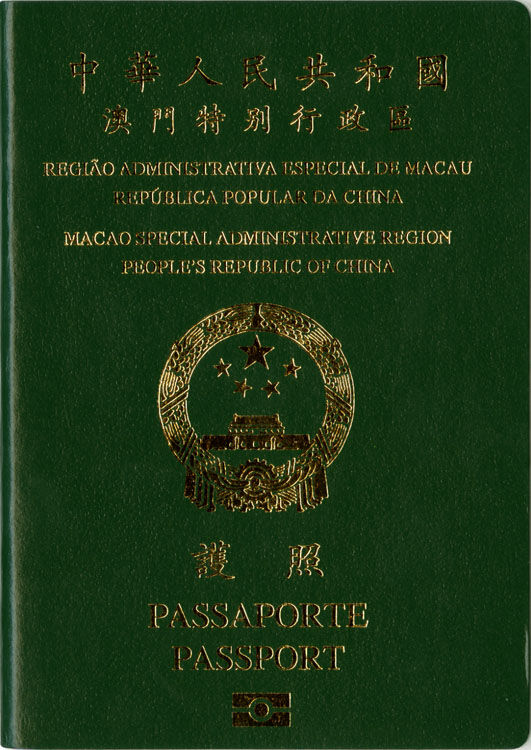
中華人民共和國澳門特別行政區護照封面
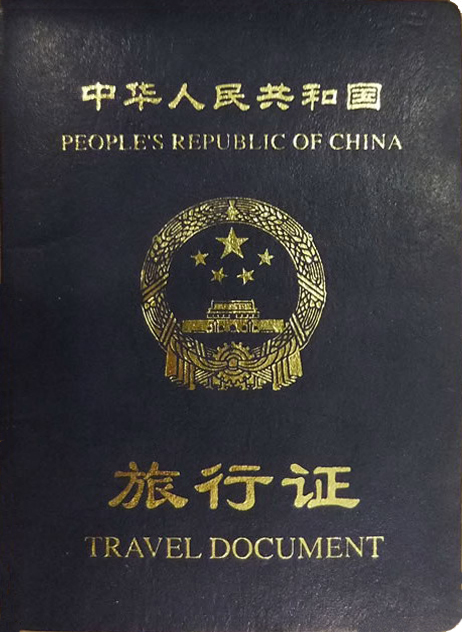
中华人民共和国旅行证封面
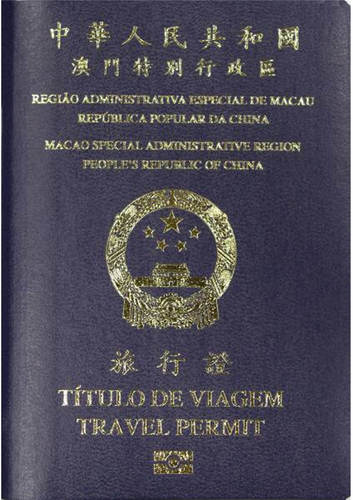
中華人民共和國澳門特別行政區旅行證封面
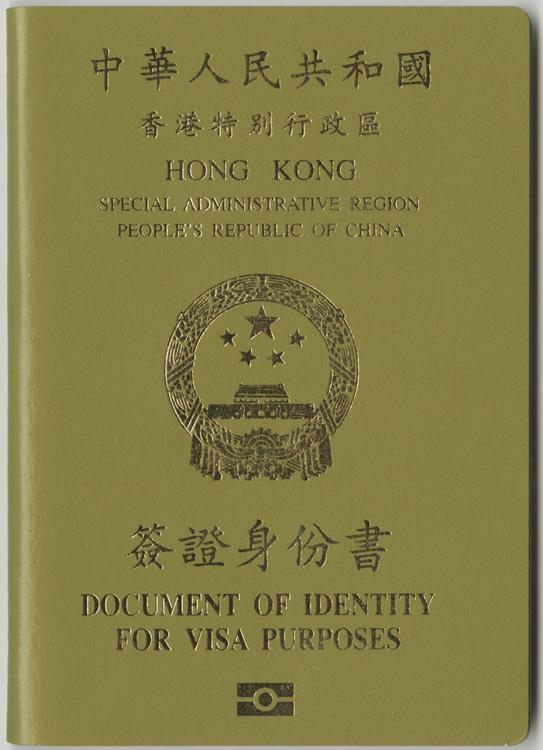
中華人民共和國香港特別行政區簽證身份書封面
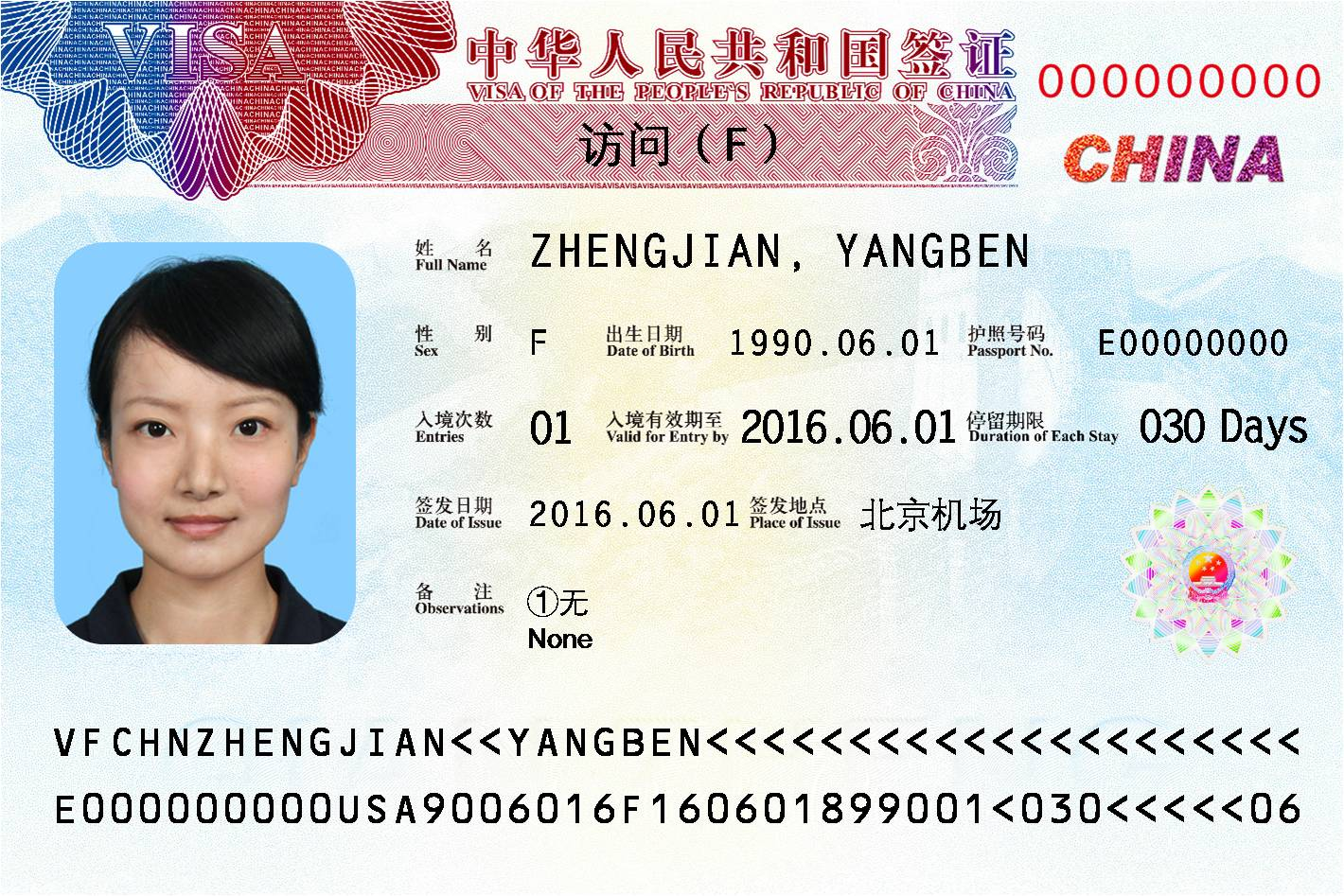
2019年6月1日起由公安機關出入境管理部门签发的新版中华人民共和国普通（访问）签证样本
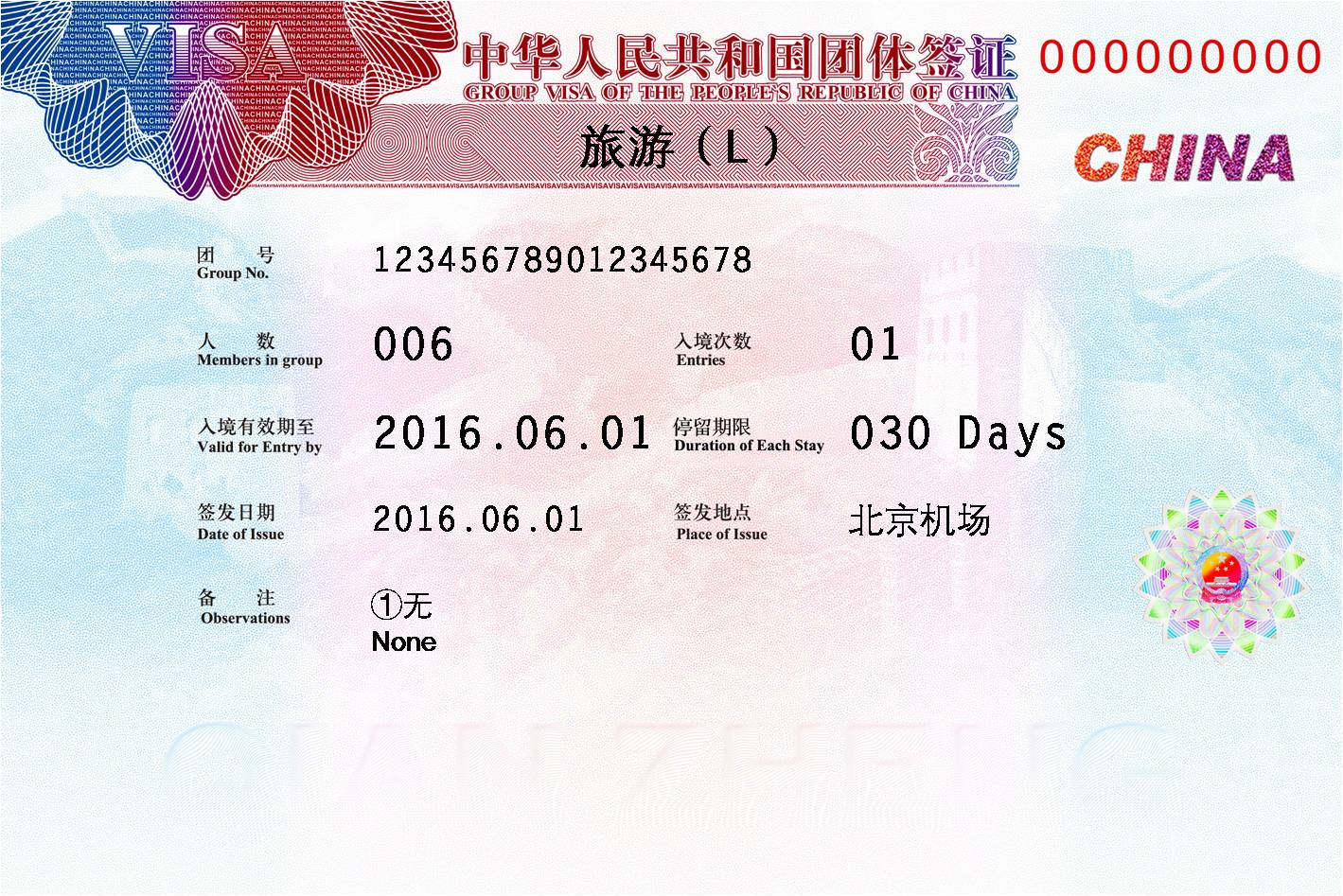
2019年6月1日起由公安機關出入境管理部门签发的新版中华人民共和国团体签证样本
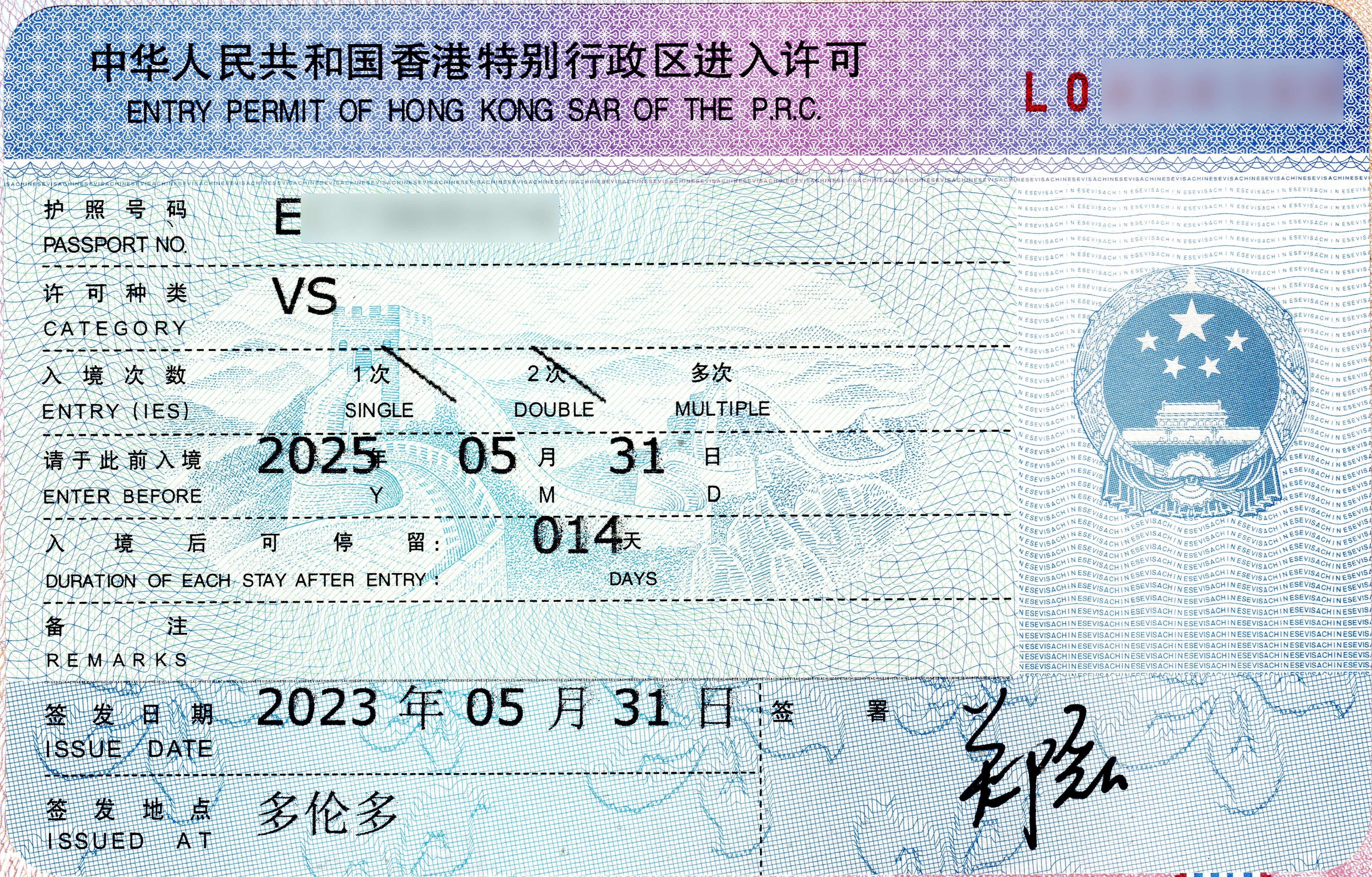
中华人民共和国驻多伦多总领事馆颁发的两年多次中华人民共和国香港特别行政区进入许可

## 亵渎国徽的处罚

### 中国大陆
中华人民共和国刑法第二百九十九条：“在公共场合，故意以焚烧、毁损、涂划、玷污、践踏等方式侮辱中华人民共和国国旗、国徽的，处三年以下有期徒刑、拘役、管制或者剥夺政治权利。”

### 香港
自從1997年7月1日香港回歸以來，中華人民共和國國徽在香港的使用及保護以國旗及國徽條例訂定。該條例第4條禁止展示或使用破損、污損、褪色或不合規格的國徽。第5條第（3）款規定國旗必須按照附表2所列規格製造。第6條第（2）款禁止國徽或其圖案展示或使用於商標或廣告、日常生活的陳設或布置、或私人慶弔活動，否則依據第（3）款，如未經合法授權或並無合理辯解違反之，即屬犯罪，一經循簡易程序定罪，非法用於商標或廣告可處第5級罰款，而非法用於日常生活的陳設或布置、或私人慶弔活動可處第2級罰款。第7條規定，公開及故意以焚燒、毀損、塗劃、玷污、踐踏等方式侮辱國徽，即屬犯罪，一經定罪，可處第5級罰款及監禁3年。

### 澳門
自從1999年12月20日澳門回歸以來，中華人民共和國國徽在澳門的使用及保護以第5/1999號法律（pt:Lei de Macau 5 de 1999）訂定。該法律第五條規定國徽或其圖案不得展示或使用於（一）商標或廣告；（二）日常生活的陳設佈置；（三）私人慶弔活動；（四）行政長官限制或禁止展示或使用國徽或其圖案的其他場合或場所。依據第九條，焚燒、毀損、塗劃、玷污或踐踏國徽，構成對國家象徵的不尊重。第九條也規定，以言詞、動作或散佈文書、又或以其他與公眾通訊的工具，公然侮辱國家象徵，又或對之不尊重者，處最高三年徒刑，或科最高三百六十日罰金。依據第十一條，違反第五條規定者，可科澳門幣五千元至五萬元罰款。

## 类似徽章与标志

中华人民共和国国徽
越南社会主义共和国国徽
老挝人民民主共和国国徽
朝鲜民主主义人民共和国国徽（是否为社会主义国家有争议）

值得注意的是，古巴共和国国徽启用于1906年，并在古巴革命后继续沿用。该国徽不含社会主义要素，因此不属于同一类国徽。

### 其他国徽

阿富汗伊斯兰酋长国国徽
白俄罗斯国徽
乌兹别克斯坦国徽（拉丁字母版）
乌兹别克斯坦国徽（西里尔字母版）
哈萨克斯坦国徽（拉丁字母版）
哈萨克斯坦国徽（西里尔字母版）
塔吉克斯坦国徽
北马其顿国徽
安哥拉国徽
莫桑比克国徽
土库曼斯坦国徽
阿塞拜疆国徽
蒙古国国徽

### 地区徽章

德涅斯特河沿岸摩尔达维亚共和国国徽
卡拉卡尔帕克斯坦共和国国徽
加告兹自治区区徽
巴什科尔托斯坦共和国国徽
缅甸德昂邦邦徽
缅甸第二特区（佤邦）邦徽
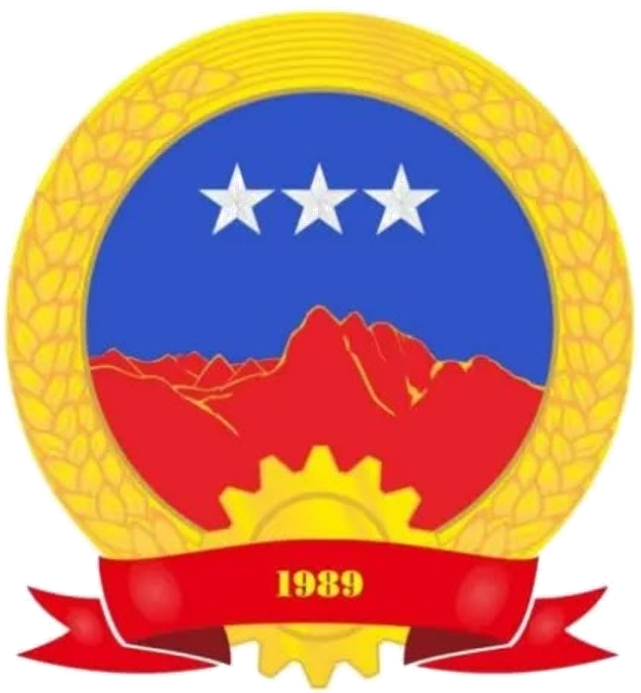
缅甸联邦第一特区区徽

### 历史国徽

苏联国徽（1956-1991）
南斯拉夫社会主义联邦共和国国徽 （1963-1992）
德意志民主共和国国徽（1955－1990）
德意志民主共和国国徽（1955－1990）
捷克斯洛伐克社会主义共和国（1960－1990）
阿尔巴尼亚社会主义人民共和国（1946－1992）
匈牙利人民共和国（1957－1990）
保加利亚人民共和国（1971－1990）
保加利亚人民共和国（1990－1991）
老挝人民民主共和国国徽（1975－1991）
刚果人民共和国（1970－1990）
莫桑比克人民共和国（1982－1990）
蒙古人民共和国国徽（1960－1991）
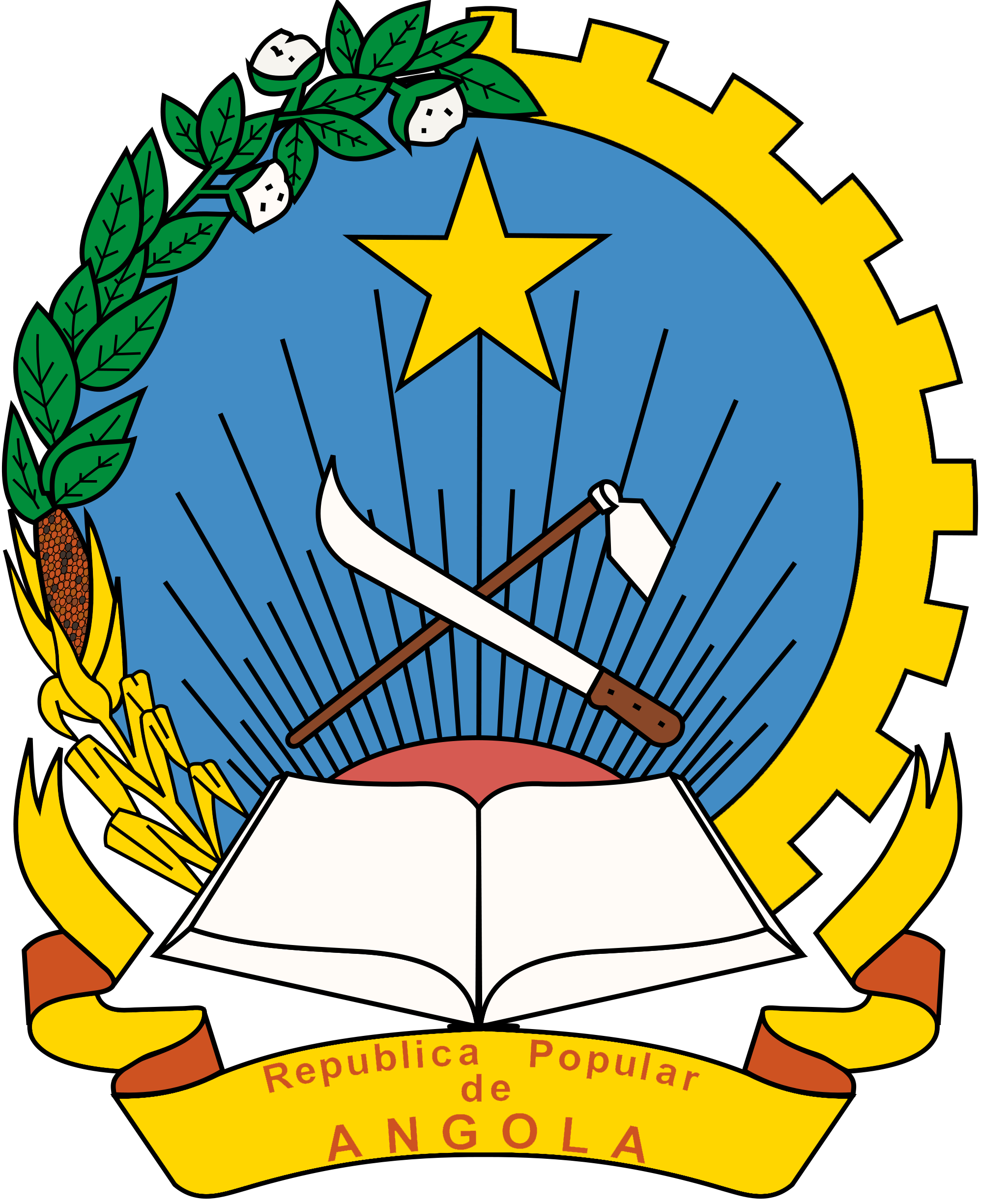
安哥拉人民共和国国徽（1975－1992）
塔吉克斯坦国徽（1992－1993）